# Orazio Gentileschi
Orazio Lomi Gentileschi, meglio noto col solo cognome materno, Orazio Gentileschi, (Pisa, 9 luglio 1563  (battezzato) – Londra, 7 febbraio 1639) è stato un pittore italiano del XVII secolo.
Particolarmente attivo in Italia, Francia e Londra, è ritenuto essere uno dei principali esponenti del primo naturalismo di ambito romano. Fu fratello di un altro pittore, Aurelio Lomi, e padre della ben più nota Artemisia, anch'essa pittrice, tra le più importanti del periodo barocco di cultura naturalista.

## Biografia

### Gli inizi a Pisa
Orazio Gentileschi nacque a Pisa nel luglio del 1563. Il padre era Giovan Battista di Bartolomeo Lomi, un artista fiorentino che si era trasferito a Pisa, da qui il suo firmarsi talune volte "fiorentino". Il cognome Gentileschi era quello materno, mentre quello paterno era Lomi, con il quale si sarebbe poi firmata, per un periodo della sua vita, la figlia Artemisia. Orazio ebbe anche quattro fratelli più grandi, Vincenzo, figlio in prime nozze di Giovan Battista, che continuò l'arte orafa del padre, Giulio, Baccio ed Aurelio, questi ultimi due anch'essi pittori, e tre sorelle, Laura, Lucrezia e Livia.
Fu il fratello Baccio, particolarmente attivo nella seconda metà del XVI secolo a Pisa, presso cui aveva la propria bottega tra gli anni '70 e '80, ad avviare alla pittura i due fratelli Aurelio e Orazio.
Morto il padre, nel 1576, la famiglia andò in dissesto finanziario: Baccio continuò la sua attività pittorica in Toscana, mentre Aurelio e Orazio andarono a Roma, dove il primo restò solo poco più di un anno, prima di prendere la strada per Firenze e poi ritornare definitivamente a Pisa, mentre il secondo, dopo circa otto anni di andirivieni anch'egli con la città natale, a cui fu sempre legato, optò di rimanere nell'Urbe trovando lì le sue fortune.

### Gli anni a Roma (1576-1612)

#### Le opere giovanili

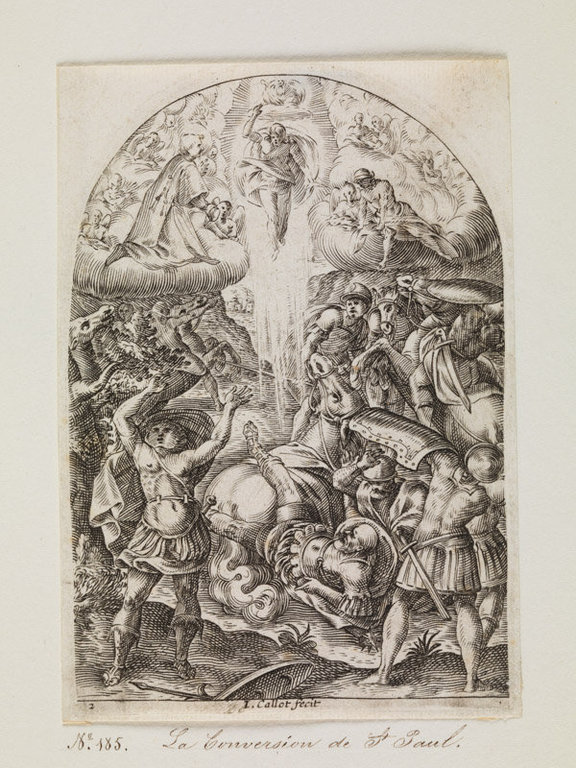
Conversione di Saulo, incisione di Jacques Callot riprendente la tela di Orazio Gentileschi per la chiesa di San Paolo fuori le mura.

All'età di tredici anni Orazio fu quindi a Roma, sotto il papato di Gregorio XIII: il Baglione tuttavia nelle sue Vite de' pittori registrò la presenza stabile di Orazio in città solo con il pontificato successivo, quello di Sisto V.
Trovò dimora presso lo zio, fratello della madre, capitano delle guardie di Castel Sant'Angelo, da cui decise di assumere il cognome Gentileschi.
Le prime imprese decorative erano l'ultimo respiro del manierismo. Tra il 1587 e il 1588, all'età di circa ventisei anni, lavorò nelle sale sistine della biblioteca vaticana e pare che attendesse a lavori da orafo realizzando, nel 1593, le medaglie di Clemente VIII, dal quale ricevette per il lavoro 540 ducati. Non prima del 1590 realizzò un affresco, in Santa Maria Maggiore, raffigurante una Presentazione al Tempio, mentre nel transetto di San Giovanni in Laterano eseguì un San Taddeo. In questi due lavori si può notare come, anche se in età matura, Orazio non avesse ancora uno stile proprio.
Con queste opere si avviò l'attività del Gentileschi, che nel 1595 ricevette dal cardinale Marco Sittico Altemps l'incarico per le pitture sul catafalco di Santa Maria in Trastevere. Nel 1596 Orazio compì per la chiesa di San Paolo fuori le mura una Conversione di Saulo, grande composizione dinamica e affollata di diverse figure, nota solo attraverso un'incisione del 1610 di Jacques Callot e la descrizione che ne fa il Baglione nel suo testo, in quanto andata distrutta nel 1823.

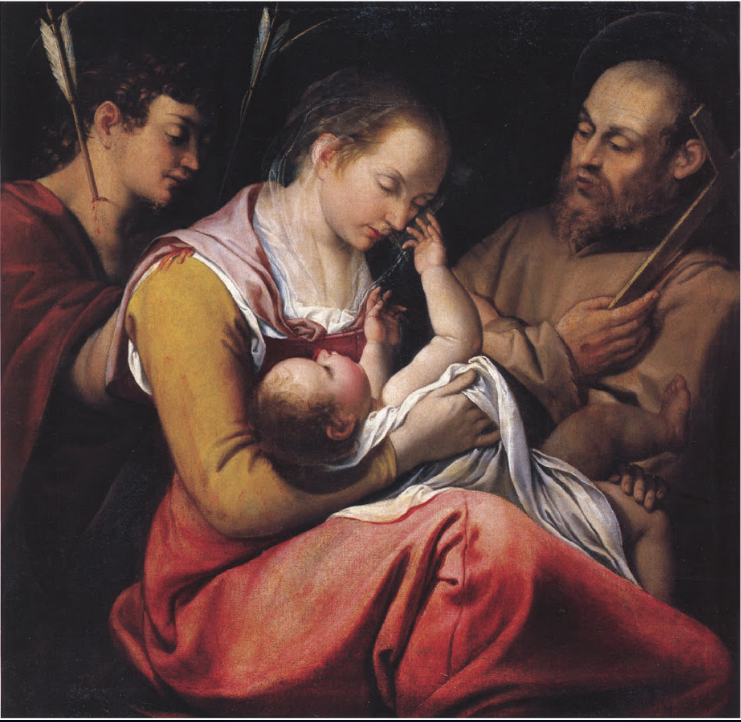
Madonna col Bambino e i santi Sebastiano e Francesco (1597-1600).

Tra il 1597 e il 1599 ritornò a ricevere commesse dal cardinal Altemps, che gli chiese decorazioni ad affresco per l'abbazia benedettina di Farfa, a Rieti, per la quale esegue cicli in tre cappelle, più due pale d'altare, il Martirio dei santi Pietro e Paolo e il Trionfo di sant'Orsola.
Nello stesso giro di anni eseguì altre opere di commissione pubblica, tra cui gli affreschi per la chiesa di San Giovanni dei Fiorentini, altri ricordati ancora una volta dal Baglione e oggi distrutti, compiuti per il cardinale Pietro Aldobrandini nell'abside di San Nicola in Carcere. Tra le prime opere di destinazione privata invece figura una Madonna col Bambino e i santi Francesco e Sebastiano (oggi alla Fondazione Cassa di Risparmio di Pisa).

#### L'incontro con Caravaggio

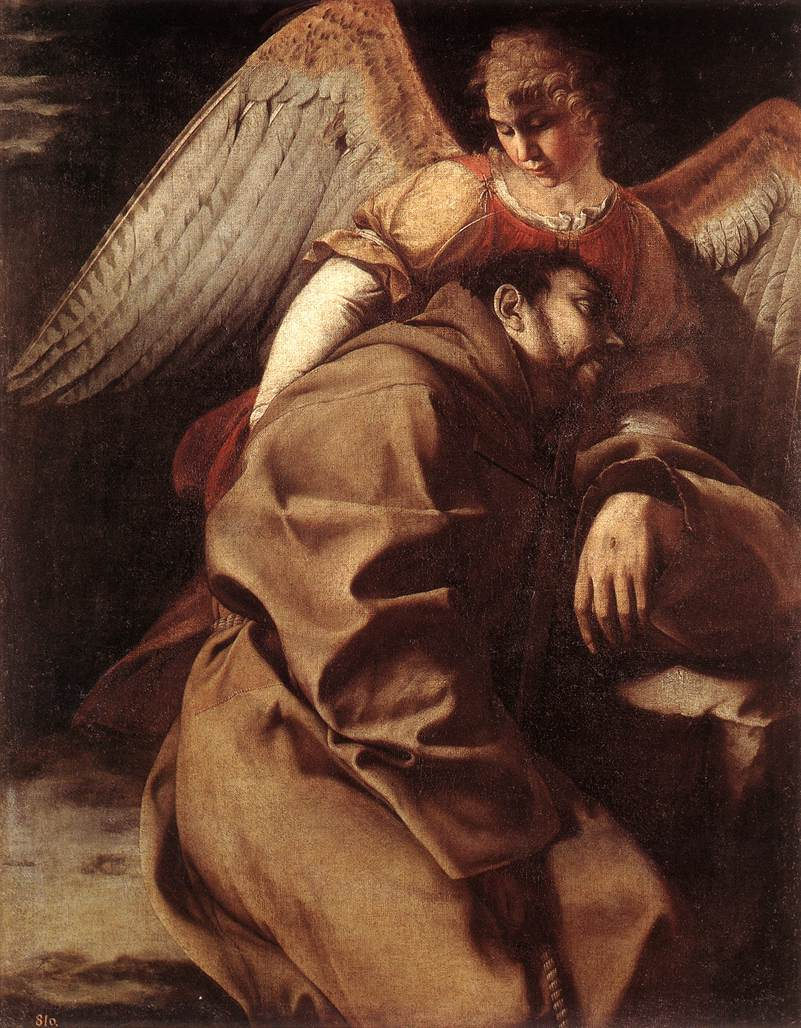
San Francesco sorretto da un angelo (1603), versione del Prado di Madrid.

Agli inizi del XVII secolo Orazio Gentileschi visse nei pressi di San Lorenzo in Lucina con la moglie, una sorella (Lucrezia) e una lunga prole, di cui ben presto restarono in vita solo tre maschi e la primogenita ed unica femmina, Artemisia. L'incontro che ebbe nei primi anni del Seicento con Caravaggio cambiò radicalmente la sua pittura e, probabilmente, anche la sua vita.
I suoi rapporti con il Merisi furono molto stretti, creando legami non solo sotto il profilo lavorativo, ma anche di vita, al punto da condividere addirittura una querela nel 1603, sollevata dal pittore Giovanni Baglione, con cui non erano in buoni rapporti per motivi di competizione personale, che la avanzò anche a Onorio Longhi e Filippo Trisegni, tutti rei di aver diffuso un libello di poesie scurrili e diffamatorie ai suoi danni. Nello stesso anno Caravaggio e Gentileschi furono in tribunale per questi motivi e successivamente nello stesso carcere per scontare la pena comminata.
Dal 1600 al 1603 Orazio frequentò assiduamente Caravaggio, scambiandosi reciprocamente anche gli strumenti di lavoro: come un saio francescano, prestato dal primo al secondo, probabilmente quello ritratto nei due San Francesco in meditazione di Caravaggio (uno alla Galleria di palazzo Barberini e l'altro in Santa Maria della Concezione). Coeve a queste due, non a caso, ci sono tre tele sullo stesso santo,  questa volta sorretto da un angelo, che Orazio Gentileschi realizza (una oggi al Museo di Boston, del 1600 circa, una al Museo di Houston, del 1601 circa, e l'altra al Prado di Madrid, del 1603), in palese sintonia col naturalismo caravaggesco e più strettamente con le redazioni che il lombardo eseguì sul finire del Cinquecento nelle due tele per la collezione del banchiere Ottavio Costa.
Le tre tele di Orazio in questione sanciscono il definitivo abbandono della pittura tardomanierista a vantaggio di quella dei soggetti ripresi dal vero.

#### I successi della prima maturità

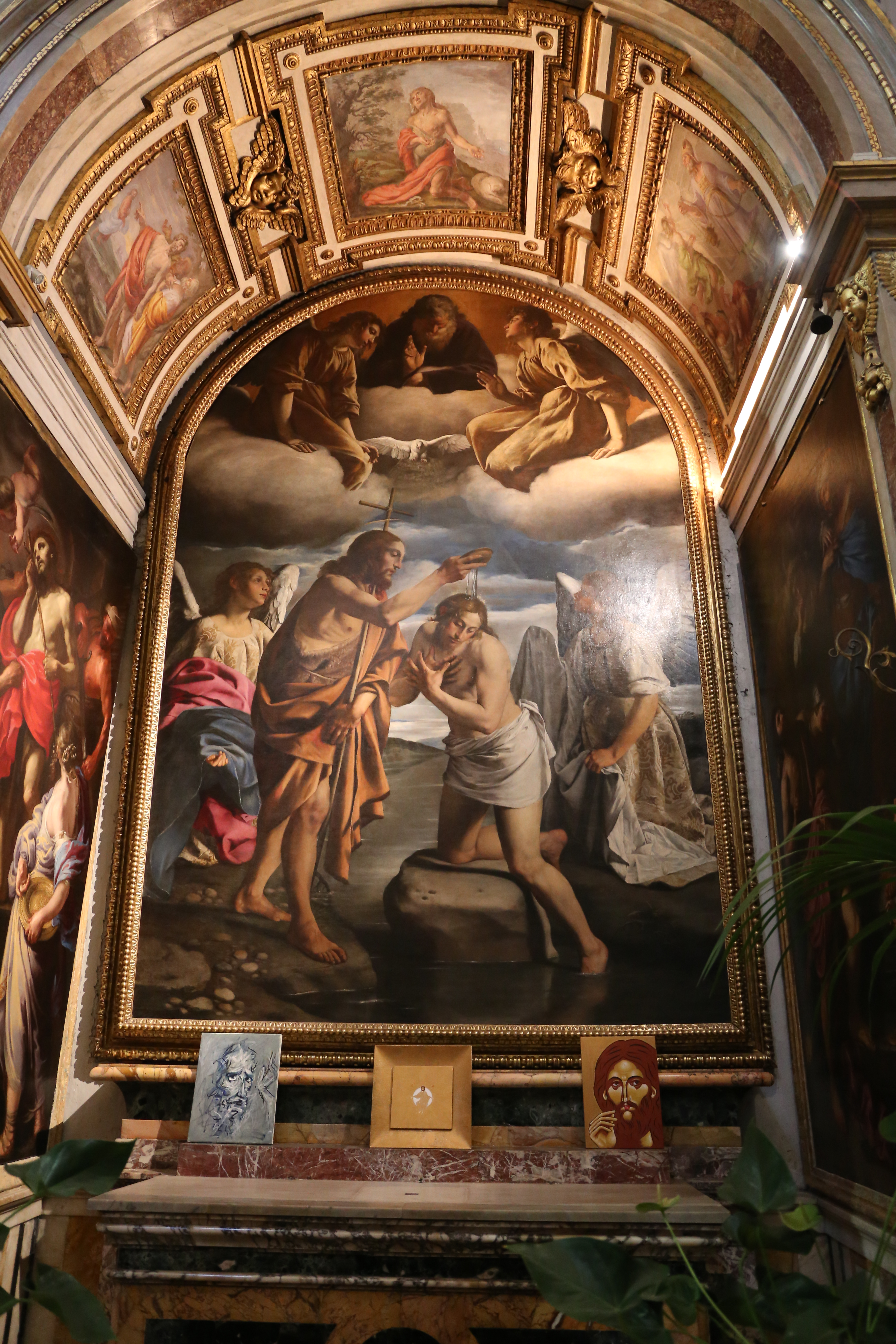
Battesimo di Cristo e Storie del Battista nella cappella Olgiati della chiesa di Santa Maria della Pace, Roma.

A partire dalla seconda metà del primo decennio del Seicento, Orazio eseguì una serie di opere pubbliche e private che ne consacrarono il ruolo assunto in città. Nel 1605 compì per la cappella della famiglia Nappi della chiesa del Gesù di Ancona (oggi alla Pinacoteca civica) la pala della Circoncisione di Gesù, pagata una cifra altissima, ben 303 scudi, mentre per i Savoia, ancora una volta su intercessione del cardinale Aldobrandini, eseguì l'Assunzione della Vergine per la chiesa di Santa Maria al Monte dei Cappuccini di Torino.
Nel 1607 per la cappella Olgiati in Santa Maria della Pace dipinse per il ricco banchiere Settimio, titolare dell'edicola gentilizia, la pala d'altare del Battesimo di Cristo e tre scene ad affresco con Storie del Battista nel sottarco, lavori che sono prova di come il Gentileschi abbia guardato anche ad Annibale Carracci, altro grande maestro della pittura di quegli anni a Roma.
Allo stesso anno risale la Salita al Calvario, oggi a Vienna, di cui è ignota la commissione originaria ma che divenne nota dal Settecento quando entrò a far parte della collezione Albani, e la Santa Cecilia e i santi Tiburzio e Valeriano ora a Brera, ma in origine concepita per la chiesa di Santa Cecilia a Como, eseguita per intercessione del cardinal Paolo Emilio Sfondrati. In quest'ultima opera il momento rappresentato in quest'ultima tela è quello del matrimonio di Cecilia con Valeriano, quando a loro appare un angelo che converte i due alla religione cristiana; l'angelo porta con sé una corona di fiori e la palma del martirio che preannuncia il sacrificio dei tre personaggi, il ricordo caravaggesco in quest'opera è fortissimo, riscontrabile nell'angelo con il suo modo di scendere dall'alto, con il suo manto bianco, con il drappo verde posto nella parte alta della tela e con la luminosità plastica utilizzata dal pittore.

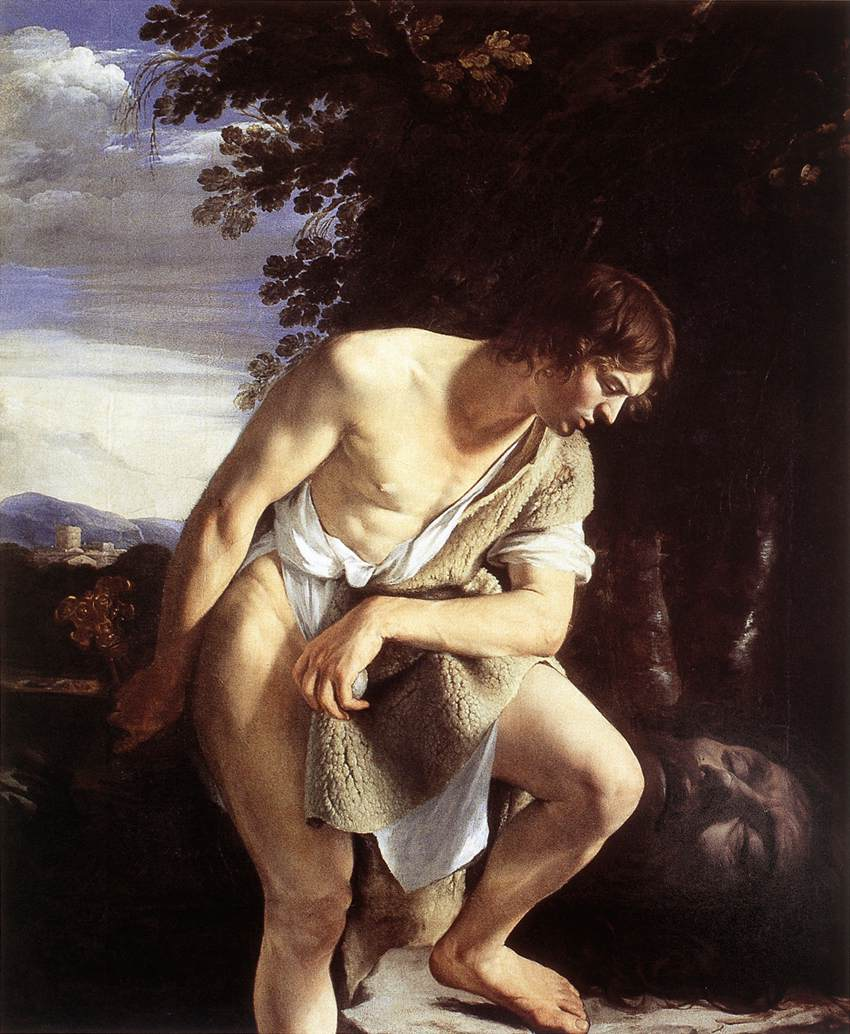
David in contemplazione della testa di Golia (1610), versione della Galleria Spada di Roma.

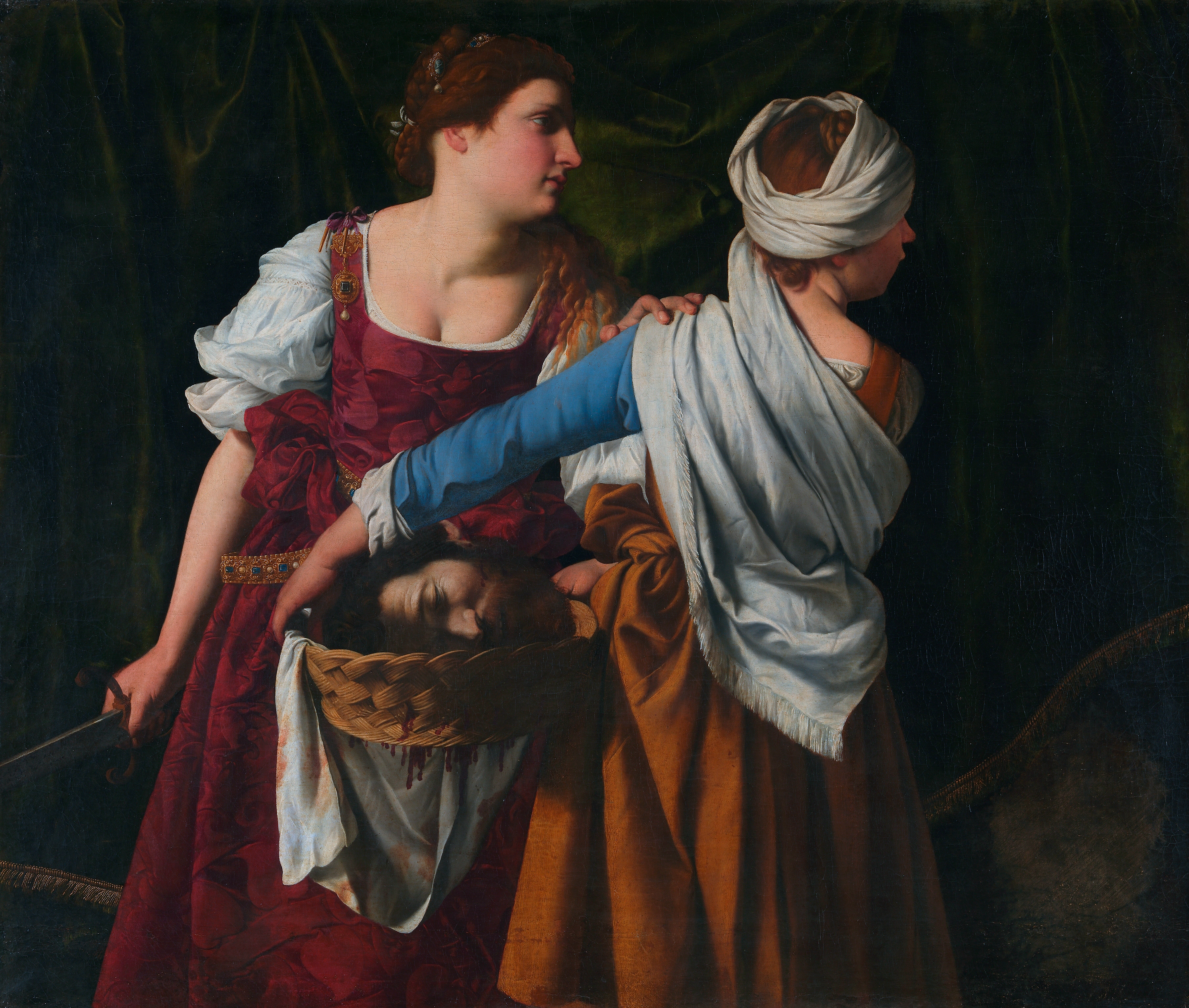
Giuditta e l'ancella con la testa di Oloferne (1608), versione al Museo di Oslo.

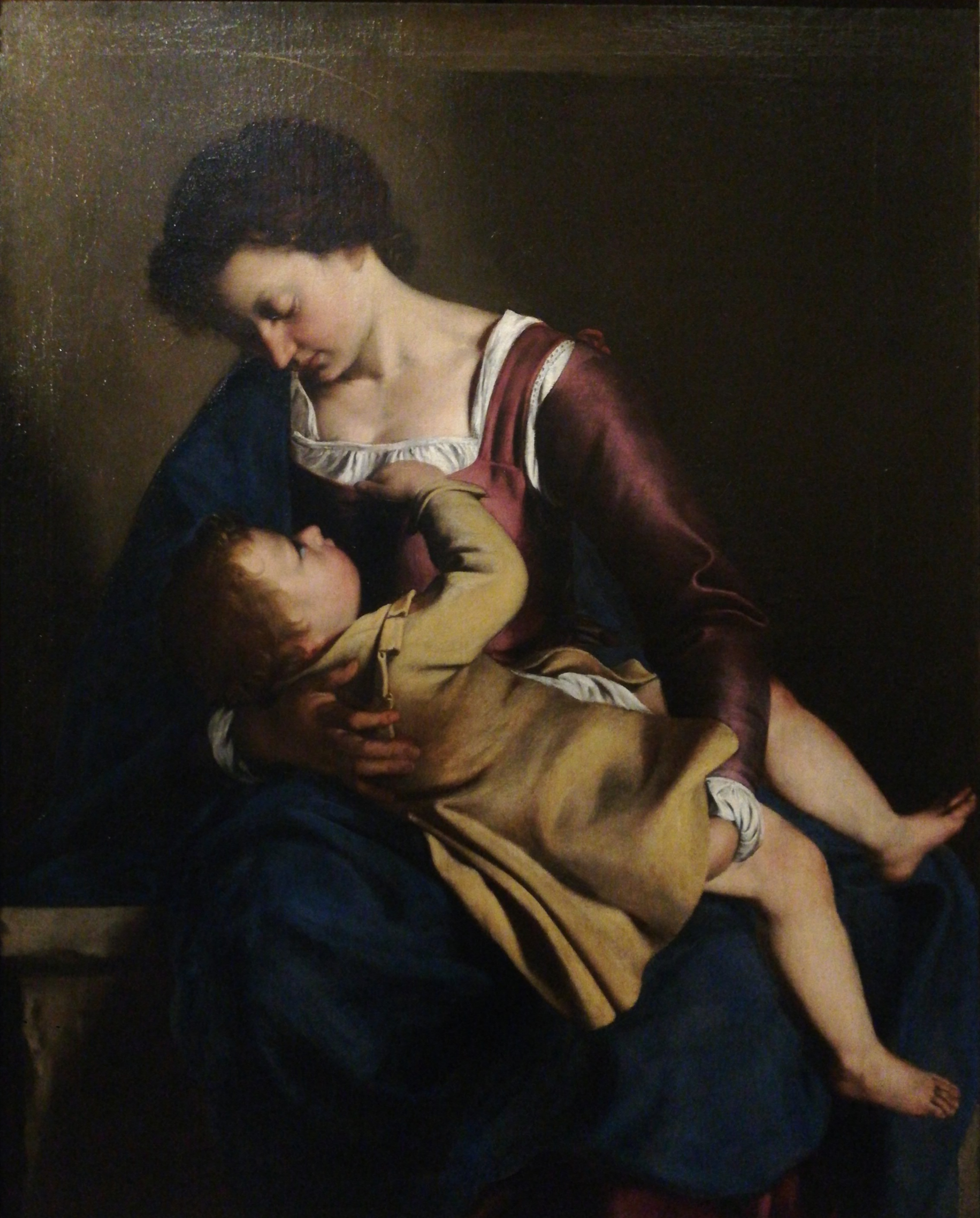
Madonna col Bambino (1610 ca.), Galleria Corsini di Roma.

L'anno seguente lavora invece al Davide che sconfigge Golia (oggi alla National Gallery di Dublino) e al San Michele Arcangelo che sconfigge il demonio per la chiesa del Santissimo Salvatore di Farnese, in provincia di Viterbo. Tra il 1608 e il 1609 diverse opere commissionate a Orazio furono realizzate in collaborazione con la figlia Artemisia, che dimostrò il proprio talento già dall'età di quindici anni. I due si cimentarono in diverse redazioni di alcuni soggetti pittorici che divennero cardini dei rispettivi cataloghi artistici, come la Giuditta e Oloferne, la Giuditta e la fantesca e la Cleopatra morente. Tra queste una venne donata a Cosimo II de' Medici nel 1615, che figura con particolari elogi (sia per l'opera sia per l'artista) in una missiva del 17 gennaio 1615 che il poeta Niccolò Tassi inviò a Galileo Galilei. Galileo, per il tramite del Cigoli, entrò in contatto con il Gentileschi nel 1611 quando si recò a Roma per presentare le sue scoperte scientifiche; più tardi destinò gli onori anche alla figlia Artemisia una volta che questa si stabilì a Firenze.
Nel 1610 compie un'altra tela del David e Golia, con l'eroe biblico in contemplazione della testa del gigante, già di proprietà della famiglia Veralli e poi passato nella collezione Spada per dote e lasciti ereditari, oggi nella Galleria Spada a Roma. Anche in questa raffigurazione l'opera ricorda una precedente del Caravaggio, in particolare la testa del Golia. Tuttavia qui non è posto in primo piano, come succede nel quadro del Caravaggio: il Gentileschi infatti non lo pone come trofeo, ma lo mette in secondo piano in un posto dove la luce non arriva rendendolo poco nitido rispetto al David, mentre quest'ultimo è pervaso completamente dalla luce, con il volto che sembra corrucciato e quasi disgustato dalla morte, che seppure vincitore sembra vergognarsi del suo successo, dove tiene l'arma con cui ha ucciso Golia quasi nascosta, tant'è che non è illuminata, ma rimane perfettamente nell'ombra.

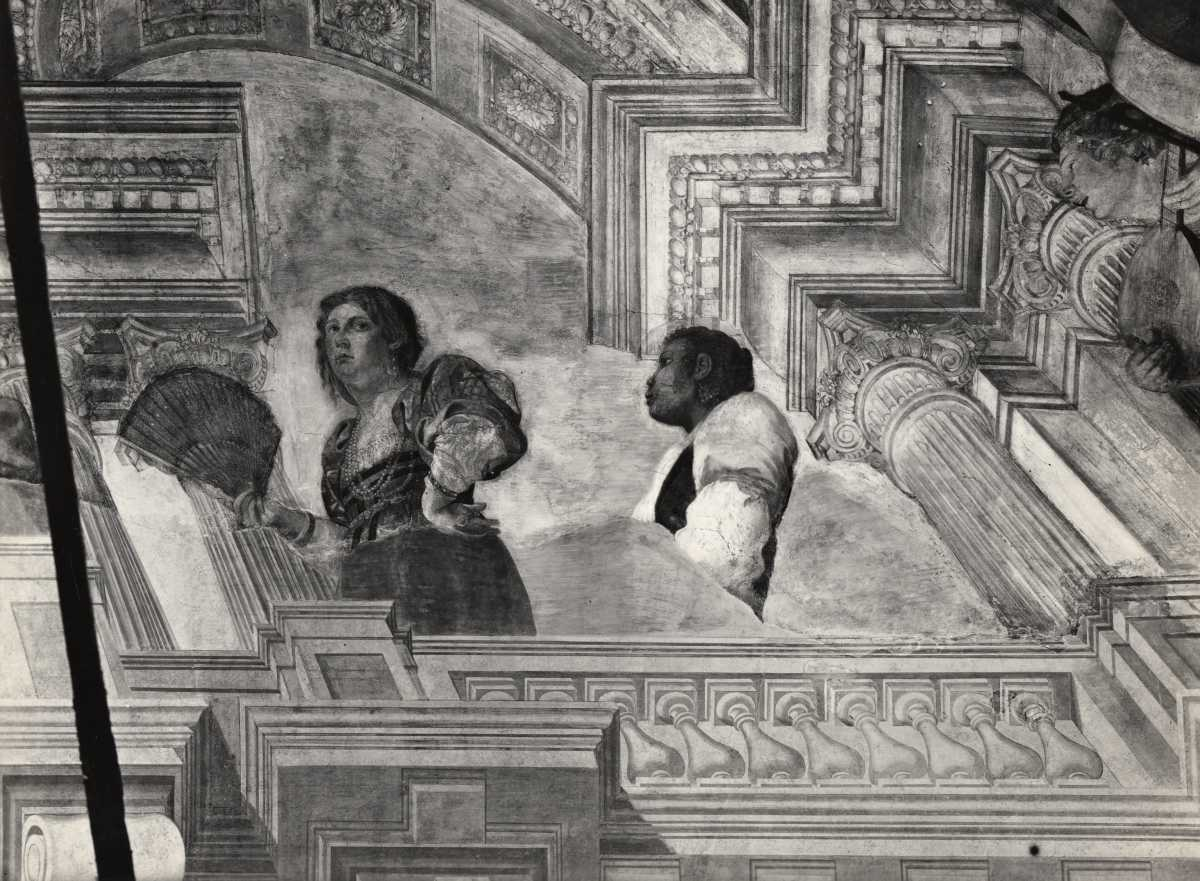
Apollo e le Muse (dettaglio). Affresco nella volta del casino Borghese (1611-1612).

Tra il 1609 e il 1610 sono documentati i suoi rapporti con il duca di Mantova per cui realizza una Madonna con Bambino (forse quella della Galleria Contini-Bonacossi). Di quest'epoca sono anche i rapporti con il paesaggista Agostino Tassi, arrivato da poco a Roma, con cui realizza gli affreschi sia per un ambiente del rinnovando palazzo del Quirinale, che per la loggia del casino del palazzo di Montecavallo (al tempo di proprietà dei Borghese, oggi noto come palazzo Pallavicini Rospigliosi). I due pittori si trovarono a collaborare in entrambi casi per il potente cardinale Scipione. La loggia del casino delle Muse fu commissionata agli inizi del 1611, mentre il lavoro iniziò il 13 settembre dello stesso anno: si trattava di una raffigurazione nella volta di un concerto musicale con Apollo e nove muse, dove il Tassi si sarebbe dovuto occupare della finta architettura e dei paesaggi delle lunette, mentre il Gentileschi delle figure affrescate. Si trattava di una delle più prestigiose commesse ricevute da Orazio fino a quel momento, per la quale ricevette diverse rate di pagamento che durarono fino al 15 dicembre 1612. In questa fase Orazio stringe i rapporti con il Tassi e con il furiere della Camera apostolica, nonché controllore del cantiere, Cosimo Quorli, che spesso e volentieri dopo il lavoro si fermavano a casa del pittore per cenare e per fare i conti delle spese e dei guadagni.
Il definitivo passo in avanti stilistico il Gentileschi lo fa poi con una terza redazione del San Francesco sorretto da un angelo, ossia la versione attualmente alla Galleria di palazzo Barberini di Roma, eseguita nel 1612 per il religioso Orazio Griffi, legato alla Congregazione di San Girolamo alla Carità, che entrò in contatto con l'artista pisano per intercessione del cardinal Aldobrandini.

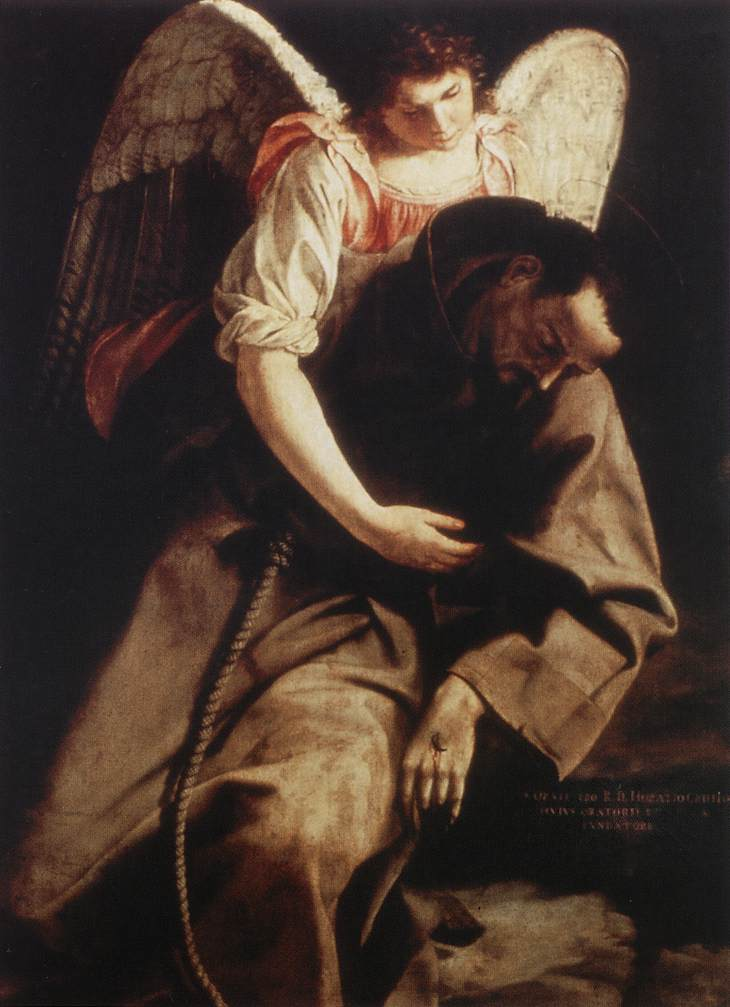
San Francesco sorretto da un angelo (1612), versione alla Galleria Barberini di Roma.

Nel primo decennio del secolo Orazio divenne un pittore particolarmente stimato a Roma, richiesto sia per opere di destinazione privata, di cardinali e aristocratici del luogo, che per la realizzazione di pale d'altare di edifici pubblici. Istituì una bottega fiorente con un corposo numero di collaboratori che lo aiutavano a gestire le numerose commesse che gli venivano avanzate. Tra questi vi era anche il Tassi, col quale i rapporti erano inizialmente buoni ma poi che si incrinarono già durante i lavori nel casino delle Muse poiché, seppur i due collaboravano insieme al cantiere, di fatto il ruolo di direttore fu affidato al Tassi e non a Orazio, che di contro mal sopportava questa sua condizione di subordinazione nei suoi confronti. Il legame tra i due si ruppe del tutto dopo lo stupro commesso nei confronti della figlia Artemisia, che diventò la causa che spinse il pittore pisano a cambiare orizzonti per trovare un po' di serenità.

#### Lo stupro ad Artemisia
L'accusa di cui si macchia Agostino Tassi è la violenza sessuale nei confronti dell'allora diciottenne Artemisia Gentileschi, avvenuto il 6 maggio 1611, un anno prima della denuncia del 1612, prima del ciclo delle Muse Borghese. Agostino Tassi, che collaborava con Orazio e frequentava abitualmente la sua casa, era l'unico che aveva il permesso di vedere Artemisia anche in assenza del padre, in quanto era incaricato in quegli anni di fare formazione artistica alla donna.
La vicenda era stata sottaciuta per molto tempo; quando finalmente Gentileschi decide di sporgere denuncia, l'evento suscita numerose dicerie, tanto che in più occasioni il processo si trasforma in uno strumento di diffamazione di Artemisia che, vista con sospetto per non aver denunciato immediatamente il reato, è ritenuta consenziente dall'opinione pubblica. Otto mesi dopo l'accaduto, nel 1612 Orazio Gentileschi fu quindi chiamato di nuovo al tribunale di Roma, stavolta non in qualità di imputato, ma bensì come testimone dell'accusa nei confronti del suo collega.
Nel frattempo Orazio provò a rimediare come poteva al dramma familiare, cercando di far voltare pagina alla figlia: in prima battuta scrisse una lettera alla granduchessa di Toscana Maria Cristina di Lorena con cui le chiedeva di chiamare con sé Artemisia per testarne le capacità pittoriche, successivamente organizzò per la stessa un matrimonio riparatore con il modesto pittore Pierantonio Stiattesi, fratello dell'avvocato che li stava difendendo in tribunale. Il processo durò da febbraio al 27 novembre 1612 e si concluse con la condanna del Tassi a cinque anni di lavori forzati o al bando perpetuo da Roma (soluzione prescelta dall'imputato, ma di fatto mai applicata del tutto).
Tutto ciò si concretizza nel breve termine e quindi Artemisia il 13 dicembre partì per Firenze, dove diede avvio alla sua florida carriera, Orazio invece dopo un primo momento in cui continuò a lavorare per gli ambienti romani e dintorni, lasciò anch'egli la città senza farvi più ritorno.

#### Le commesse del principe di Albano Laziale

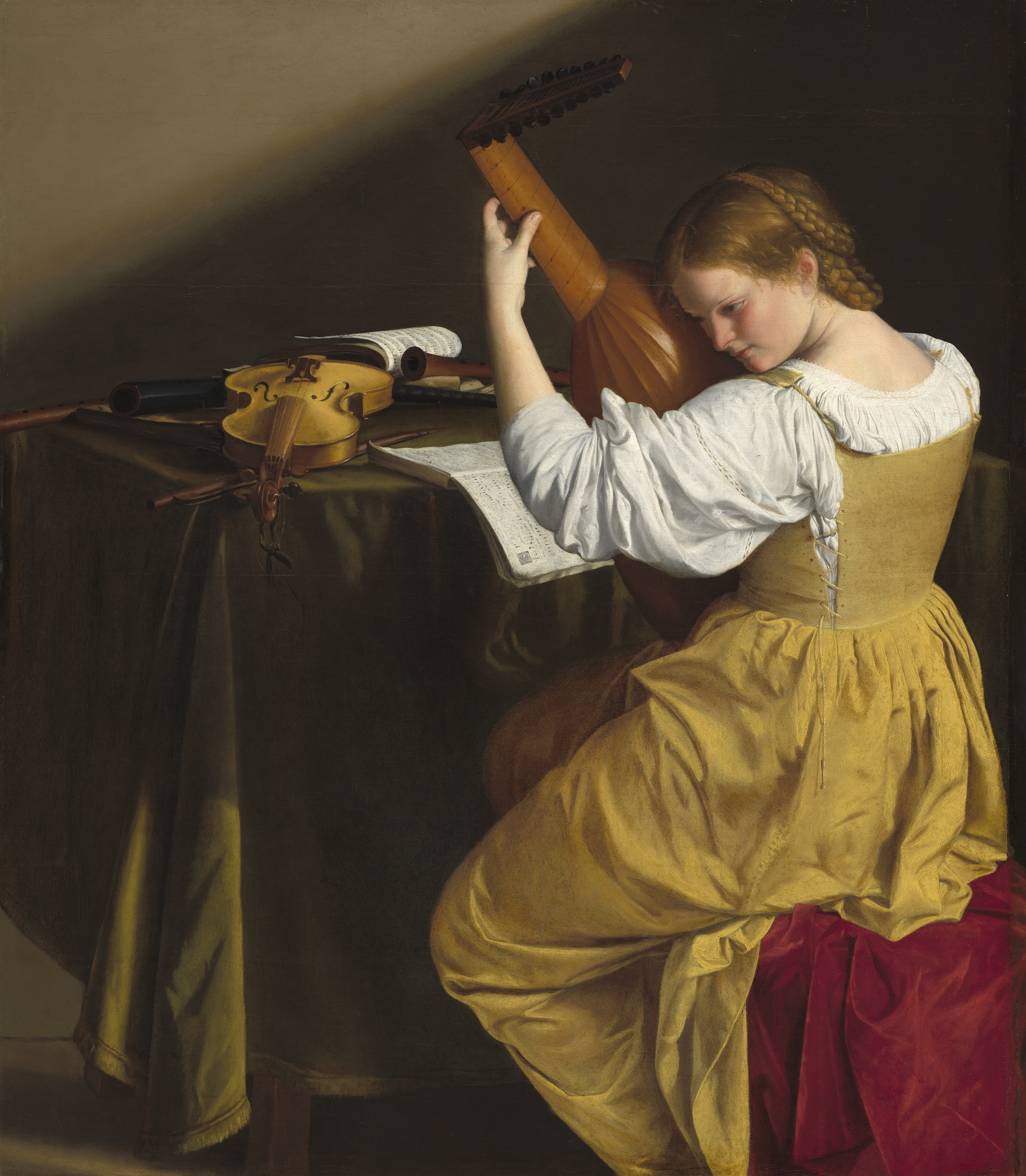
Suonatrice di liuto (1613 circa), National Gallery of Art di Washington.

Nel 1613 Orazio è registrato al servizio del principe Paolo Savelli ad Albano Laziale. Gli inventari antichi della famiglia registrano circa una dozzina di opere, di grandi o piccoli formati su rame, del Gentileschi nella collezione Savelli, tra Madonne, santi e Giuditte, che tuttavia non sono state identificate dalla critica: le uniche opere identificate sono l'Incoronazione di spine oggi a Braunschweig e la pala d'altare di San Francesco che riceve le stimmate per la cappella di famiglia della chiesa di San Silvestro in Capite a Roma, terza opera pubblica a Roma dopo la Conversione di San Paolo (distrutta nel 1823) e il Battesimo di Cristo. Potrebbe far parte della collezione anche la Suonatrice di liuto (oggi alla National Gallery di Washington), citata per la prima volta in un atto di vendita del 1697 dall'antiquario Girolamo Cavazza a Bologna, città dove i Savelli avevano forti legami e intrecci.
Seppur non stazionò a lungo presso i principi di Albano, Orazio conservò comunque ottimi rapporti con la famiglia (che poi di riflesso ebbe anche Artemisia) tant'è che ricevette commissioni da questi anche dopo la sua dipartita dalla cittadina.

### Il trasferimento a Fabriano (1613-1619)
Sul finire del 1613 Orazio si trasferì a Fabriano, da dove peraltro alternò soggiorni tra Albano Laziale e Roma. Nella cittadina marchigiana eseguì ben cinque pale d'altare per le chiese locali e due cicli di affreschi.
Tra il 1615 e il 1618 compie per il duomo di San Venanzio i cicli per la cappella Vallemani con scene della Passione di Cristo (la Cattura e la Preghiera nell'orto di Getsemani nelle due pareti laterali, la Flagellazione, l'Eterno con cherubini e l'Incoronazione di spine negli scomparti del sottarco), nonché la grande tela centrale della Crocifissione.
Allo stesso giro di anni fa riferimento la Maddalena penitente dipinta per l'oratorio omonimo, opera di forte intensità emotiva; secondo parte della critica moderna la figura ritratta è identificabile con quella della figlia Artemisia.

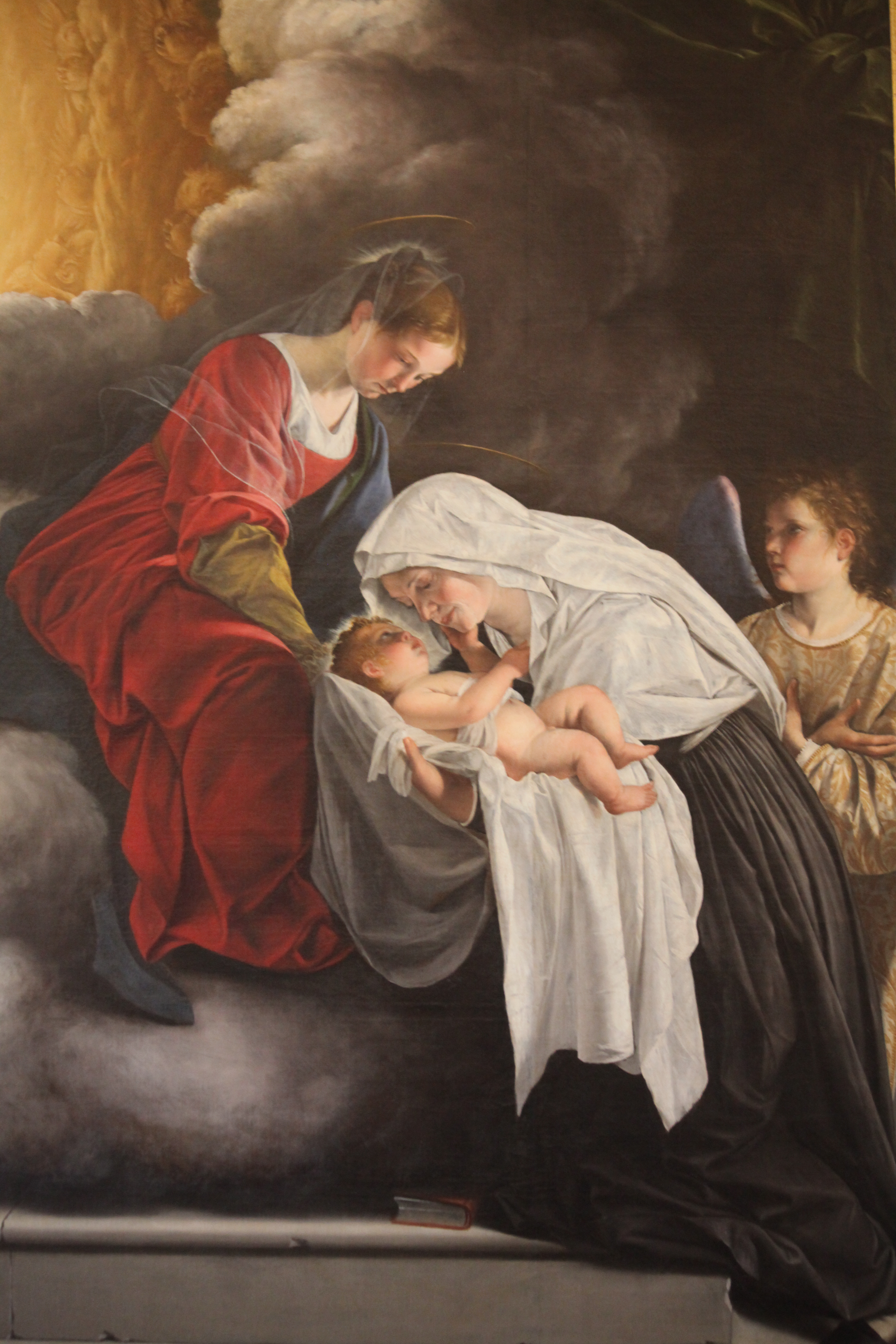
Madonna col Bambino e santa Francesca Romana (1620), Galleria nazionale delle Marche, Urbino.

Il capolavoro del periodo marchigiano è però con ogni probabilità l'opera della Madonna col Bambino e santa Francesca Romana (cosiddetta Madonna Rosei), compiuta per la chiesa di Santa Caterina Martire e oggi alla Galleria nazionale delle Marche a Urbino.
Di questo periodo sono anche la Madonna del Rosario per la chiesa di Santa Lucia, oggi alla Pinacoteca civica di Fabriano, il San Carlo Borromeo contempla gli strumenti della Passione per la chiesa di San Benedetto, dove nel sottarco sono affrescati in tre scomparti altrettante Storie della vita del santo, e le due redazioni della Santa Cecilia con l'angelo, di cui la prima compiuta per il monastero di San Francesco di Todi, in Umbria, mentre la seconda realizzata per commessa di Natale Rondinini, membro della Congregazione titolare della basilica dedicata alla santa a Roma. Quest'ultima opera, oggi finita alla National Gallery of Art di Washington, fu lasciata incompiuta dal Gentileschi e quindi terminata successivamente da Giovanni Lanfranco; medesima sorte che interessò anche l'ultima opera realizzata a Fabriano dal pittore, ossia il San Carlo Borromeo in preghiera per la cessazione della peste per l'omonima cappella della cattedrale, dove in questo caso la paternità è divisa e discussa col pittore Giovanni Francesco Guerrieri, il quale avrebbe compiuto il corpo centrale della composizione con anche la figura del santo.
Non si sanno i motivi per cui avvenne l'improvvisa interruzione della realizzazione di quest'ultime opere, l'ipotesi più probabile è che Orazio lasciò in quel momento il centro Italia per spostarsi altrove.
Già dagli anni in cui era presso il principe Savelli, Gentileschi provò ad accaparrarsi alcune grandi commesse al seguito di una corte prestigiosa, tutte che però non ebbero concretezza, come quelle del 1617 a Venezia per il palazzo Ducale, o come quelle del 1619 a Francesco Maria II della Rovere per ottenere degli incarichi a Pesaro. Nel 1620 è registrato a Roma con la speranza di ottenere la chiamata tanto sperata dai Medici di Firenze, dove intanto la figlia aveva trovato la sua strada. Il trasferimento tuttavia non ebbe esito a causa dei riscontri non del tutto positivi che già a partire dal 1615 circa il pittore ebbe dall'ambasciatore mediceo a Roma, Piero Guicciardini, che in risposta a un primo interessamento da parte di Cosimo II verso la pittura di Orazio, il diplomatico rispose che le sue opere, come tutte quelle naturaliste, si limitavano all'esecuzione di un'unica figura senza raggiungere particolari traguardi stilistici per le scene più affollate. Sempre nel 1620 fece ritorno nella città pontificia anche Artemisia, i cui rapporti col padre (e anche col fratello Giulio) si erano deteriorati durante gli anni fiorentini della donna, in quanto venne a sapere della sua relazione con un altro uomo, Francesco Maria Maringhi, mentre il marito sperperava la sua dote.
Non trovando più i favori dell'ambiente romano, oramai attento più ai pittori emiliani come il Guercino, il Domenichino e il Lanfranco, nel 1621 il pittore riuscì a trovare un illustre committente solo a Genova, dove fu invitato dal patrizio Giovanni Antonio Sauli.

### Il soggiorno a Genova (1621-1624)

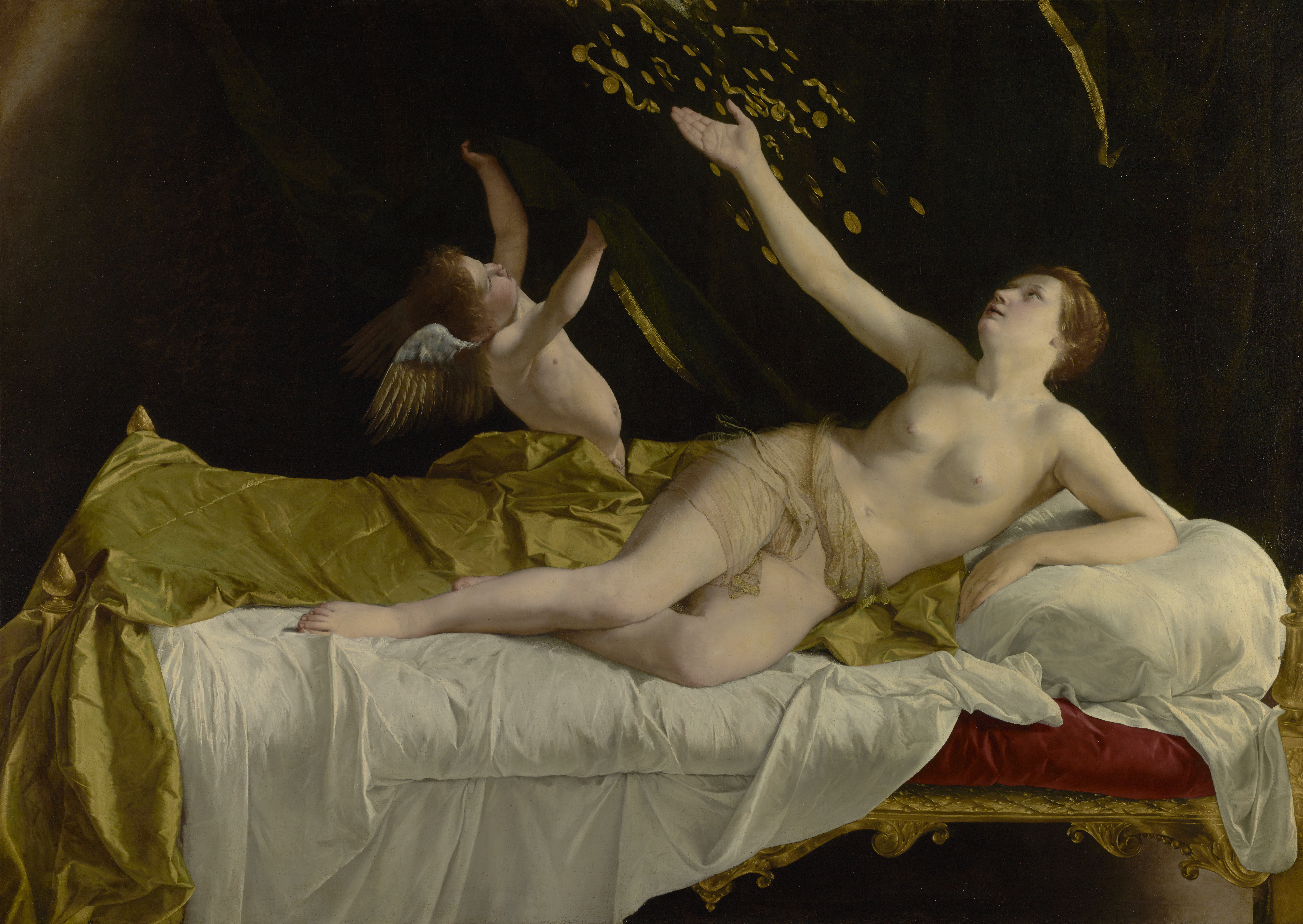
Danae (1623 ca.), Getty Center di Los Angeles.

Tra il 1621 e il 1624 si trova a Genova, ospite di Giovanni Antonio Sauli, ricco banchiere e nipote del cardinale di Genova, per il quale realizza tre opere per la sua collezione, che vi rimarranno fino alla fine del XVIII secolo prima che la stessa sia smembrata. Erano inventariate una Maddalena penitente (oggi in collezione privata), una raffigurazione di Lot e le figlie e la celebre Danae (oggi entrambe al Getty Museum di Los Angeles).

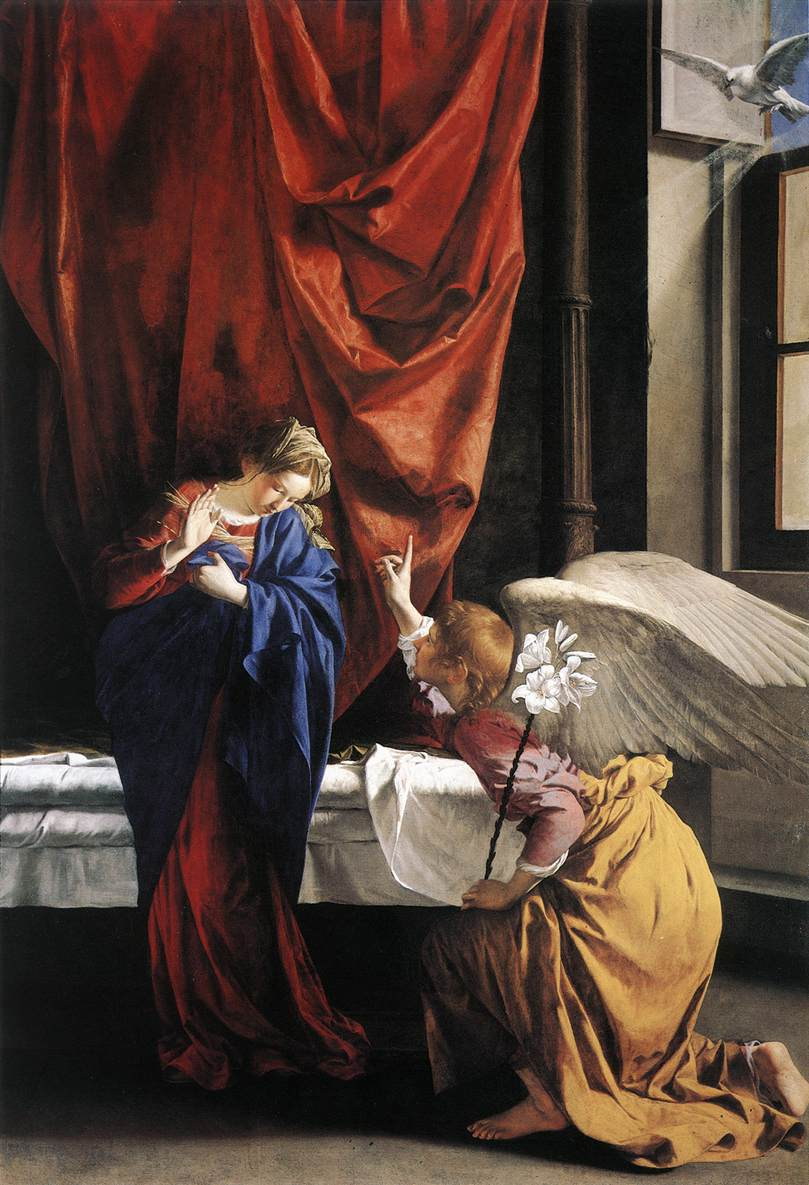
Annunciazione (1623 ca.), versione alla Galleria Sabauda di Torino.

L'attività del Gentileschi a Genova fu carica di lavoro, trovando committenza oltre al Sauli anche nelle famiglie Gentile, Cambiaso e Doria. Furono molteplici per questo motivo le repliche di dipinti che eseguì in questi anni, tra cui anche le opere per il Sauli, allo scopo di assecondare quanto più le richieste avanzategli. Tra queste la più illustre fu quella del Lot e le figlie, inviata nel 1623 a Carlo Emanuele I di Savoia a Torino con lo scopo, ancora una volta, di aggraziarsi una grande corte per cui effettuare lavori. Nella lettera di accompagnamento della tela il Gentileschi menziona anche un'altra opera che sta per mandare al duca, ossia l'Annunciazione, oggi nella Galleria Sabauda di Torino. Quest'ultima tela rappresenta la sintesi dello stile del pittore, dove si mescolano studi vecchi ed antichi, l'ammirazione per il Caravaggio, la cultura elegante dei toscani che qui prende vita nella bellezza aristocratica della Vergine, con il suo appena accennato gesto di sottomissione al volere del divino, e la cultura fiamminga, che di solito rende tutto nel particolare e che qui si fa viva nella rappresentazione del letto disfatto.
Di quest'opera, capolavoro della seconda maturità del Gentileschi, fu realizzata una replica di formato leggermente inferiore dallo stesso autore intorno al 1624, commissionata dal cognato di Giovanni Antonio Sauli, Alessandro Grimaldi Cebà e destinata nella cappella familiare della chiesa di San Siro a Genova.

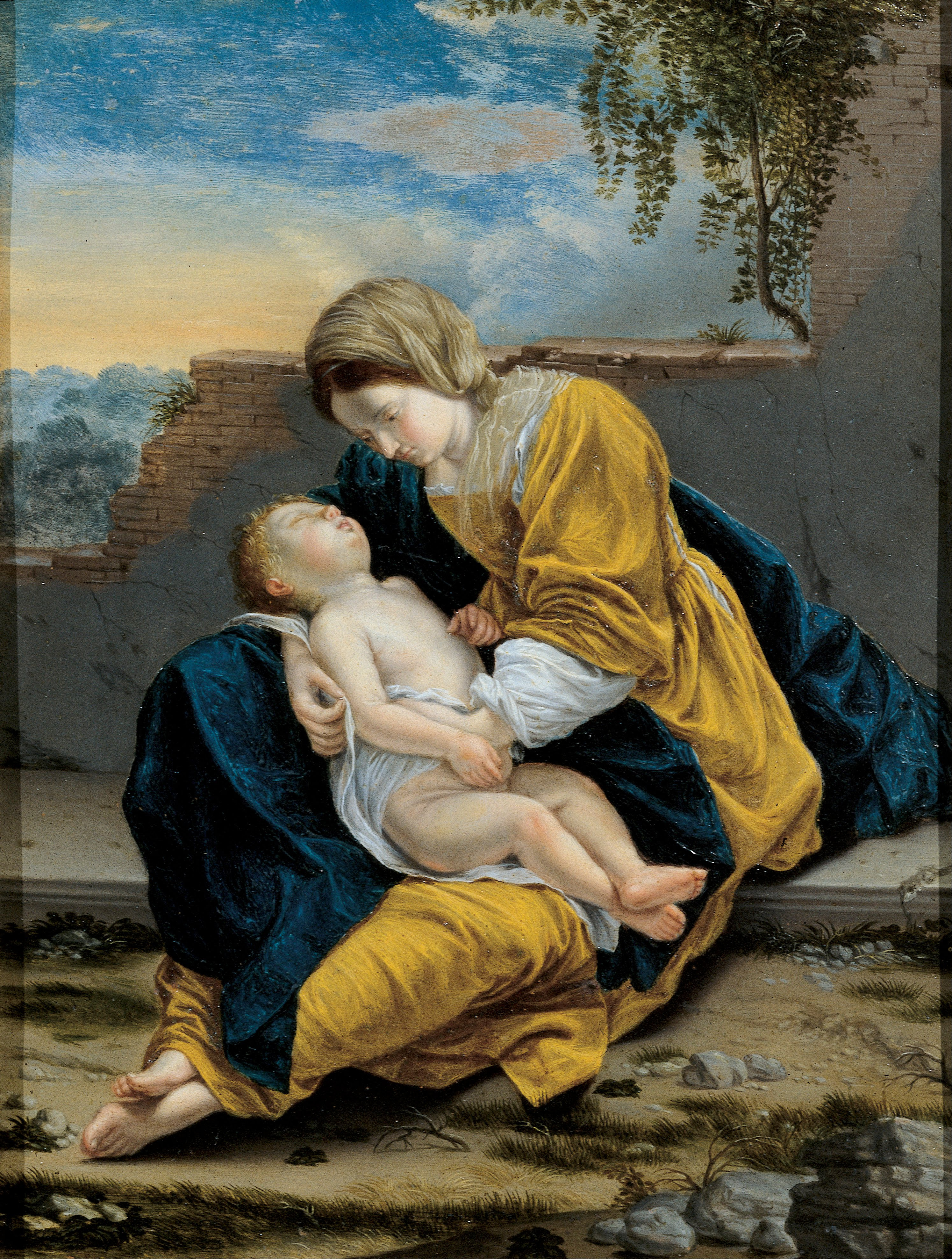
Madonna col Bambino (1624 ca.), versione ai Musei di Strada Nuova a Genova.

Il nobile Pietro Maria Gentile fu anch'egli committente di diverse tele di Orazio, nonché acquirente di altre già eseguite. Al primo gruppo si riferiscono almeno due tele, la Giuditta con l'ancella (oggi ad Hartford) e il Sacrificio di Isacco (oggi alla Galleria di palazzo Spinola di Genova, la cui figura ricorda molto quella del modello che comparve già nel 1612 per il soggetto del San Girolamo); al secondo gruppo si riferisce invece, con molta probabilità, la vendita di un'opera che il pittore teneva con sé nella sua bottega già dal 1612, prima di lasciare Roma, la Cleopatra, che figurò prima del 1640 nelle collezioni del nobile genovese, mentre oggi in un'altra privata milanese, anche se la critica è divisa circa la sua attribuzione, se assegnarla infatti a Orazio o alla figlia Artemisia.

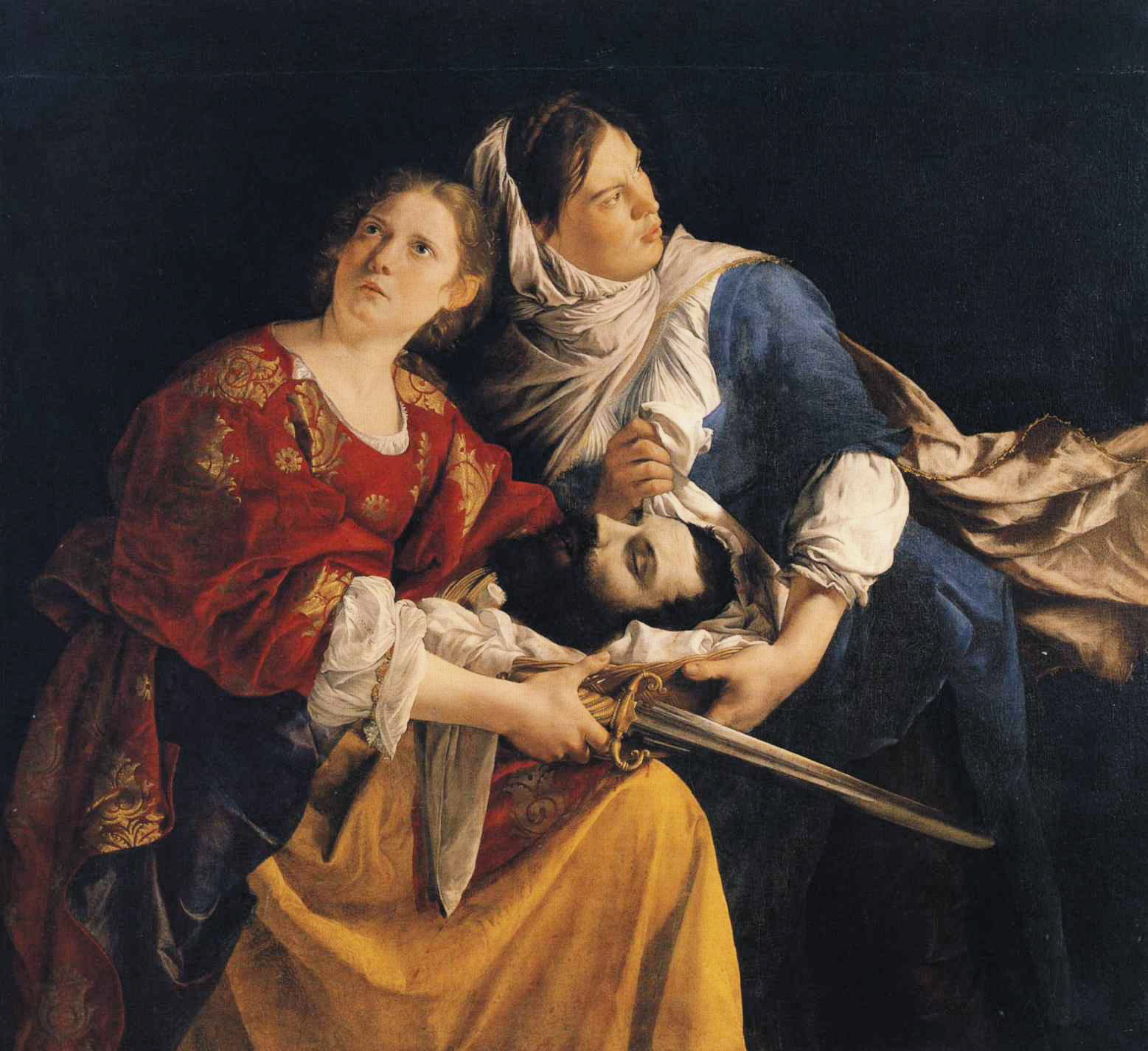
Giuditta e l'ancella (1624 ca.), versione al Wadsworth Atheneum di Hartford.

La Giuditta Gentile fu replicata da Orazio più volte in quegli anni, tra cui una per la collezione della famiglia genovese dei Cambiaso, oggi alla Pinacoteca vaticana. La famiglia possedeva anch'essa diverse opere del pittore, molte delle quali tuttavia oggi non rintracciate, come un David con la testa di Golia e un San Sebastiano. Mentre la Suonatrice di violino è stata identificata con quella che nel 1805 fu ceduta al pittore e mercante scozzese Andrew Wilson e oggi al Detroit Institute of Arts.
Tra le più notevoli commissioni degli anni genovesi figurano poi i cicli di affreschi con Storie del Vecchio Testamento commissionati dal banchiere Marcantonio Doria per il suo casino a Sampierdarena. L'uomo per le decorazioni della loggia si rivolse già nel 1605 al Caravaggio, di cui possedeva nella sua collezione l'ultima sua opera del Martirio di sant'Orsola, e poi dopo il suo diniego al Battistello Caracciolo, che avrebbe eseguito solo la Storia di Abramo, e quindi a Orazio Gentileschi, che li porta a termine entro il 1624 con il compimento di almeno nove cicli tra personaggi, scene della Vita di Giacobbe e altri temi religiosi. Dell'intero lavoro, probabilmente il più importante ciclo ad affreschi del Gentileschi, tuttavia non vi è più traccia in quanto la loggia andò distrutta alla fine del Settecento.
Nel 1624 Orazio riceve finalmente l'invito prestigioso tanto sperato: Maria de' Medici lo chiama a corte della regina di Francia, dove si recherà da lì a breve.

### La parentesi al servizio della corte francese (1624-1626)

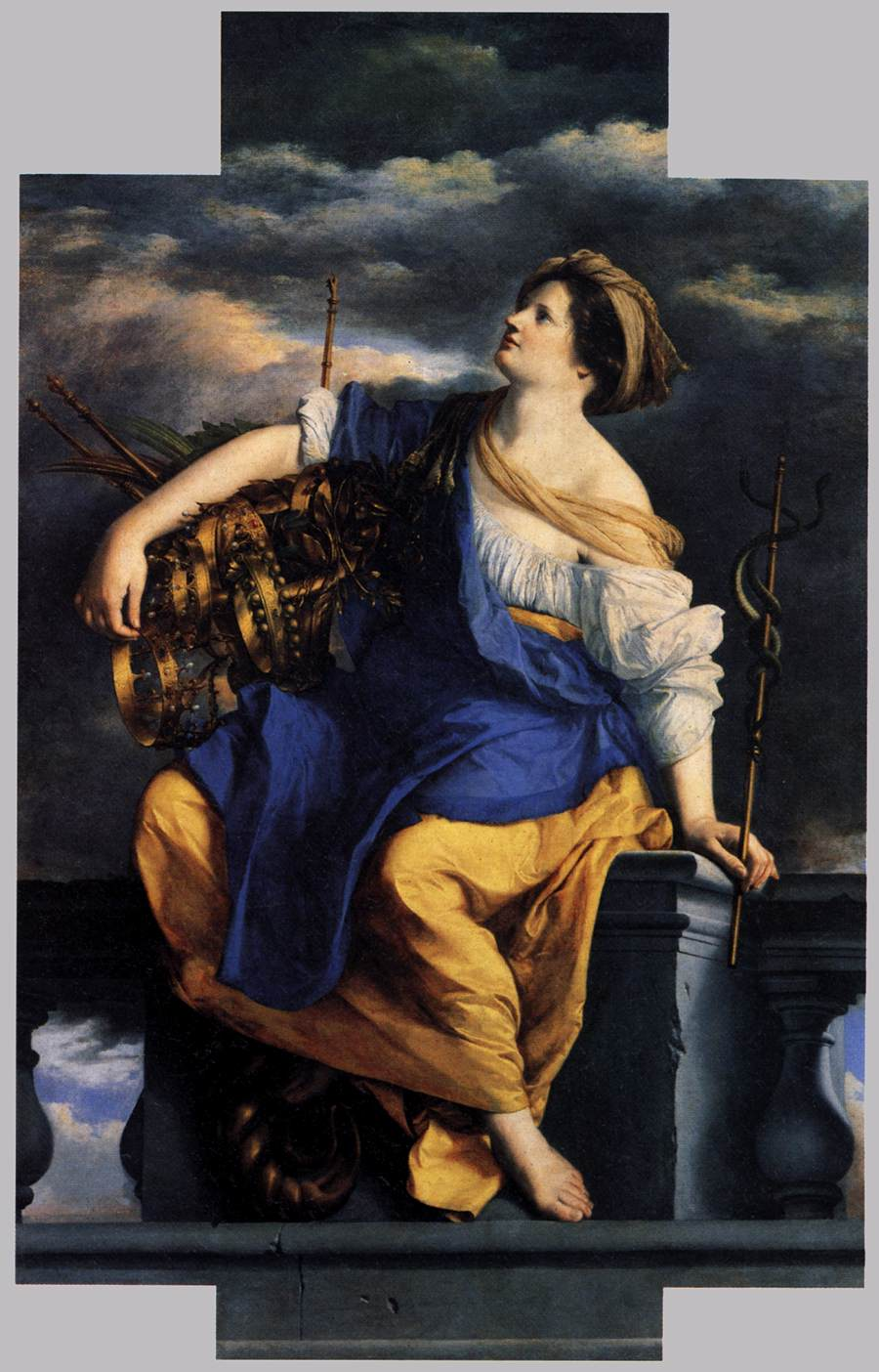
Felicità pubblica (1625 ca.), Louvre di Parigi.

Tra l'estate e l'autunno del 1624 Orazio raggiunse Parigi. Maria de' Medici aveva raggruppato intorno a sé numerosi artisti di origine toscana, importando le novità della pittura italiana nell'Europa del Nord. Colta e illuminata sovrana, Maria aveva raccolto attorno a sé una schiera di opere d'arte dei più notevoli artisti dell'epoca, da Rubens a Van Dyck, da Baglione a Orazio Gentileschi. Il caravaggismo aveva in Valentin de Boulogne e Georges de La Tour due fra i più importanti rappresentanti di questo nuovo modo pittorico in Francia, ma coloro che più di altri furono influenzati dall'opera di Gentileschi furono i pittori olandesi.
Tuttavia dell'impegno per la regina di Francia rimane certa solo un'opera, la Felicità pubblica, oggi al Louvre. La tela fu commissionata nel 1624 per decorare il sopracamino dell'anticamera della regina nel palazzo del Lussemburgo.
Nell'autunno del 1626 Orazio lascia Parigi per trasferirsi a Londra. Verosimilmente il pittore abbandonò la corte in quanto non si trovò bene in Francia, secondo una parte della critica settecentesca anche per via del caratteraccio del pittore. Cosa sia effettivamente successo non si sa, tuttavia in occasione del successivo rifiuto di Guido Reni di recarsi oltralpe, il cardinale Bernardino Spada in una missiva del 1629 destinata a Francesco Barberini spiegò l'accaduto motivando che «[...] forse anco vien spaventato da qualcuno con l'esempio del Pittor Gentilesco, [...] ch'in paese straniero possono sovrastargli da l'invidia, e da l'emulazione d'altri pictori [...]».

### L'approdo a Londra (1626-1639)

#### Le commesse reali

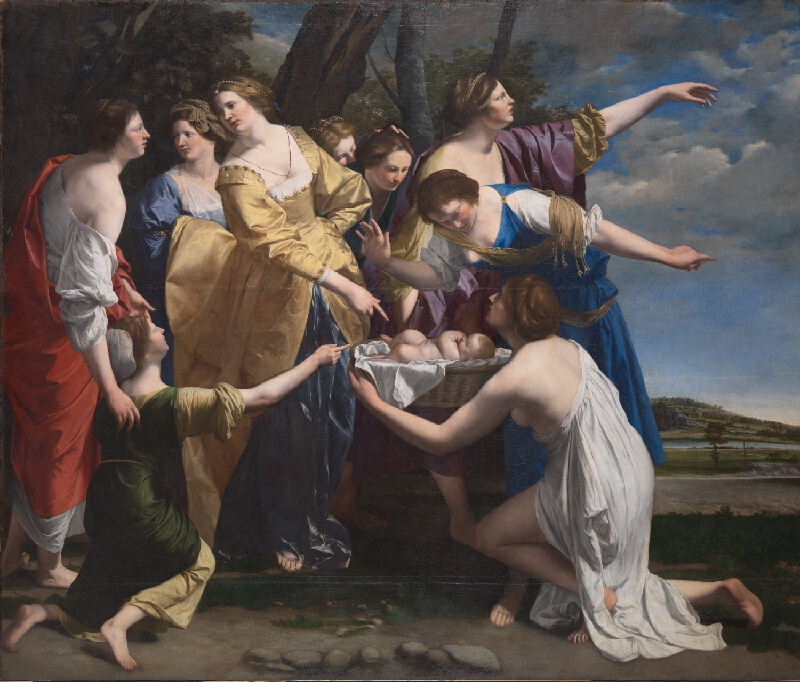
Mosè salvato dalle acque (1630 ca.), National di Londra.

Nel 1626 Orazio si reca al servizio di Carlo I con i tre figli al seguito, Francesco, Marco e Giulio. Un primo contatto con la corte britannica il pittore lo ebbe già intorno al 1625, in occasione di uno degli svariati eventi cerimoniali che si teneva presso il palazzo del Lussemburgo di Maria de' Medici, quando il duca Giacomo I Stuart (padre di Carlo I), accordandosi con la regina di un trasferimento nella capitale inglese del pittore, si procura subito due tele di Gentileschi. Le opere sono state identificate con la Maddalena penitente (dipinta dal cartone della Maddalena Sauli di Genova) e con il Riposo durante la fuga in Egitto (ripetuta in più versioni, di cui una al Louvre), che saranno inviate da Parigi a Londra (oggi entrambe al Kunsthistorisches Museum di Vienna).

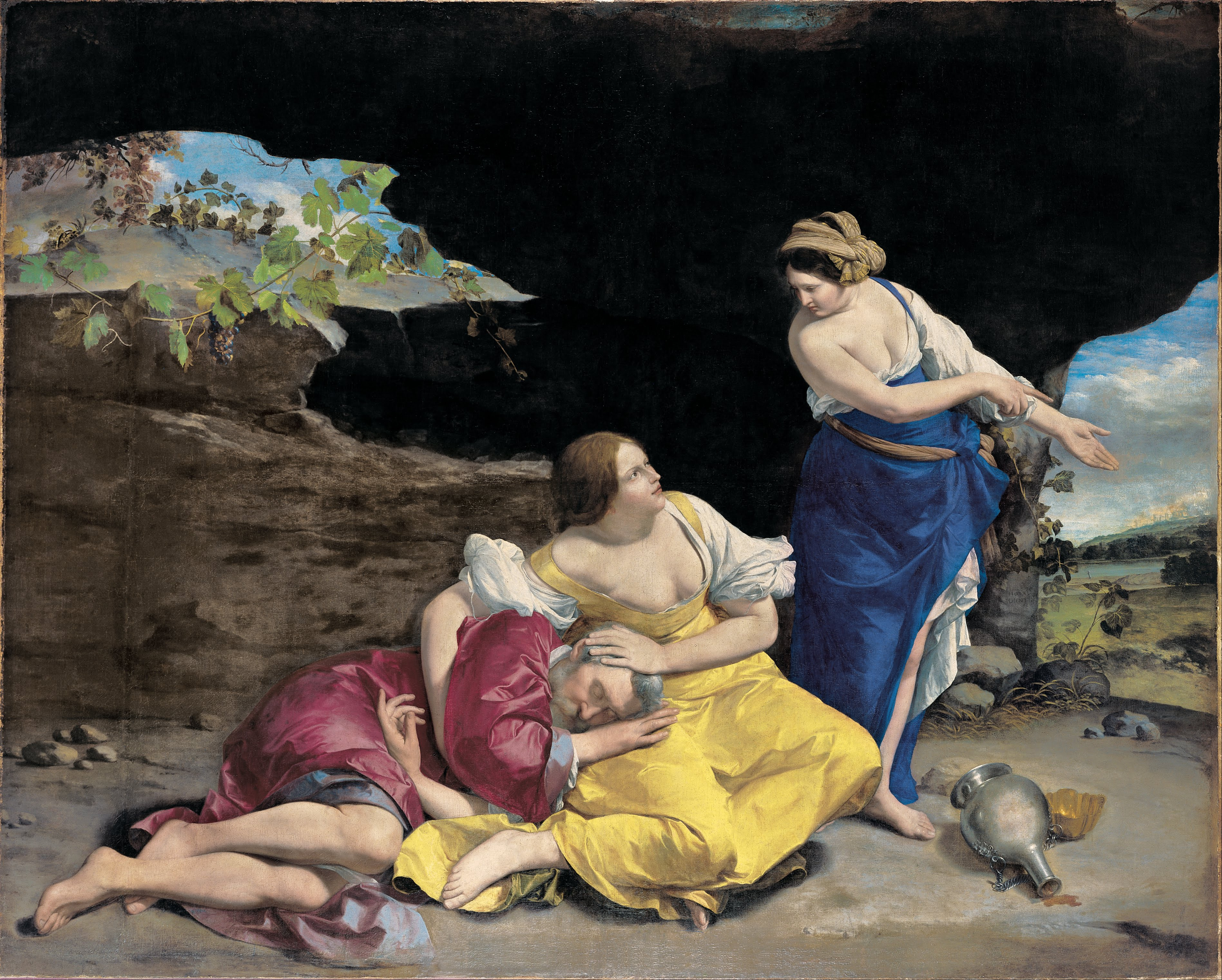
Lot e le figlie (1628), museo di belle arti di Bilbao.

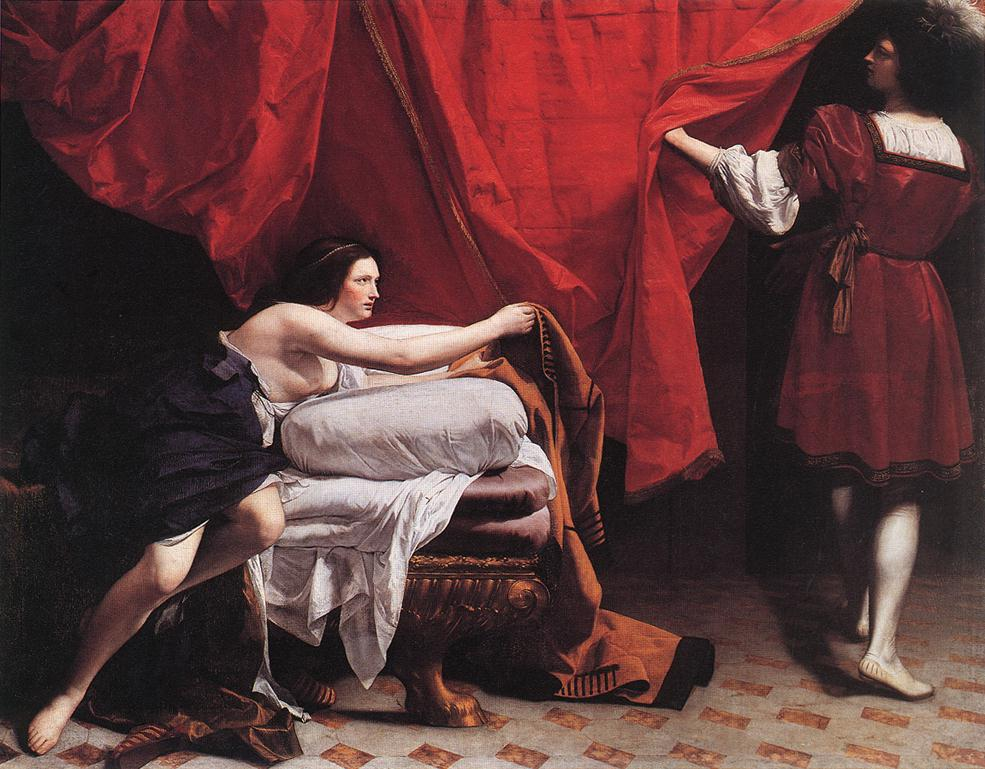
Giuseppe e la moglie di Putifarre (1630 ca.), collezioni Reali del castello di Windsor.

Una volta stabilitosi in Inghilterra, per la collezione reale Orazio eseguì poi altre opere, tra cui il Ritrovamento di Mosè del 1630 (già alla Queen's House, oggi alla collezione privata del castello Howard a York, in custodia presso la National Gallery di Londra, di cui verrà realizzata una replica con variazioni sullo stesso cartone per il re Filippo IV di Spagna, pagandola 900 ducati, oggi al Prado di Madrid), il Cristo deriso (pagato 40 sterline, oggi alla National di Melbourne), il San Giuseppe e la moglie di Putifarre (oggi nelle collezioni reali di Hampton Court) e il Lot e le figlie (tema dipinto su modelli passati, già alla Queen's House e oggi al museo di belle arti di Bilbao).
Gli ultimi anni londinesi tuttavia non furono del tutto felici per il pittore, che entrò in conflitti con gli ambienti vicini al re, su tutti l'architetto e consulente artistico Balthasar Gerbier, il quale istigava e competeva con tutta la famiglia Gentileschi (portando alla carcerazione addirittura di tutti e tre i figli, per debiti o litigi futili). Orazio dovette anche più volte coprire e giustificare gli insuccessi dei figli, che erano con lui a corte come agenti e con l'incarico di acquisire dai mercati d'arte opere per la collezione di Buckingham. A peggiorar le cose si mise anche lo scarso interesse del re verso la pittura del Gentileschi, preferendogli altri artisti fiamminghi verso cui Orazio viveva una forte competizione, come Gerrit van Honthorst (anche se i due erano amici sin dagli anni romani), Rubens e, soprattutto, Van Dyck, eletto pittore di casa reale.
Orazio Gentileschi seppur viveva stipendiato con 100 sterline l'anno, era insoddisfatto del trattamento riservatogli, quindi chiese al re di ricevere i compensi mancanti così da poter lasciare il paese. Nel contempo informò Ferdinando II de' Medici in Toscana dell'intenzione di rientrare in patria e gli chiese se poteva lavorare, negli ultimi anni che gli restavano da vivere, alle sue dipendenze. Il pittore era inoltre in contatto anche con il banchiere Sauli di Genova, col quale più volte provava a intrattenere possibilità di affari o di ritorni economici per quadri eseguiti e mai pagati dal mercante ligure.

#### Gli ultimi anni
In più di circa tredici anni di attività londinese le opere di Orazio compiute non superavano la trentina: nove per la Queen's House (di proprietà della regina Enrichetta Maria di Borbone-Francia, moglie di Carlo I e figlia di Maria de' Medici) di Greenwich, persona che a differenza del marito apprezzava le qualità del pittore, con la quale questi di conseguenza riusciva a relazionarsi con maggior serenità, e altre undici su cavalletto. Solo un quadro, olio su tavola, ebbe "l'onore" di esser collocato nella reggia di Carlo I a Whitehall: stando agli antichi inventari l'opera raffigurava «una donna con il seno sinistro nudo e il seno destro coperto da un lembo della camicia». L'opera in questione tuttavia sparì intorno al 1930 ed è oggi stato identificato, senza unanime accordo da parte della critica, con la Testa di donna di collezione privata.

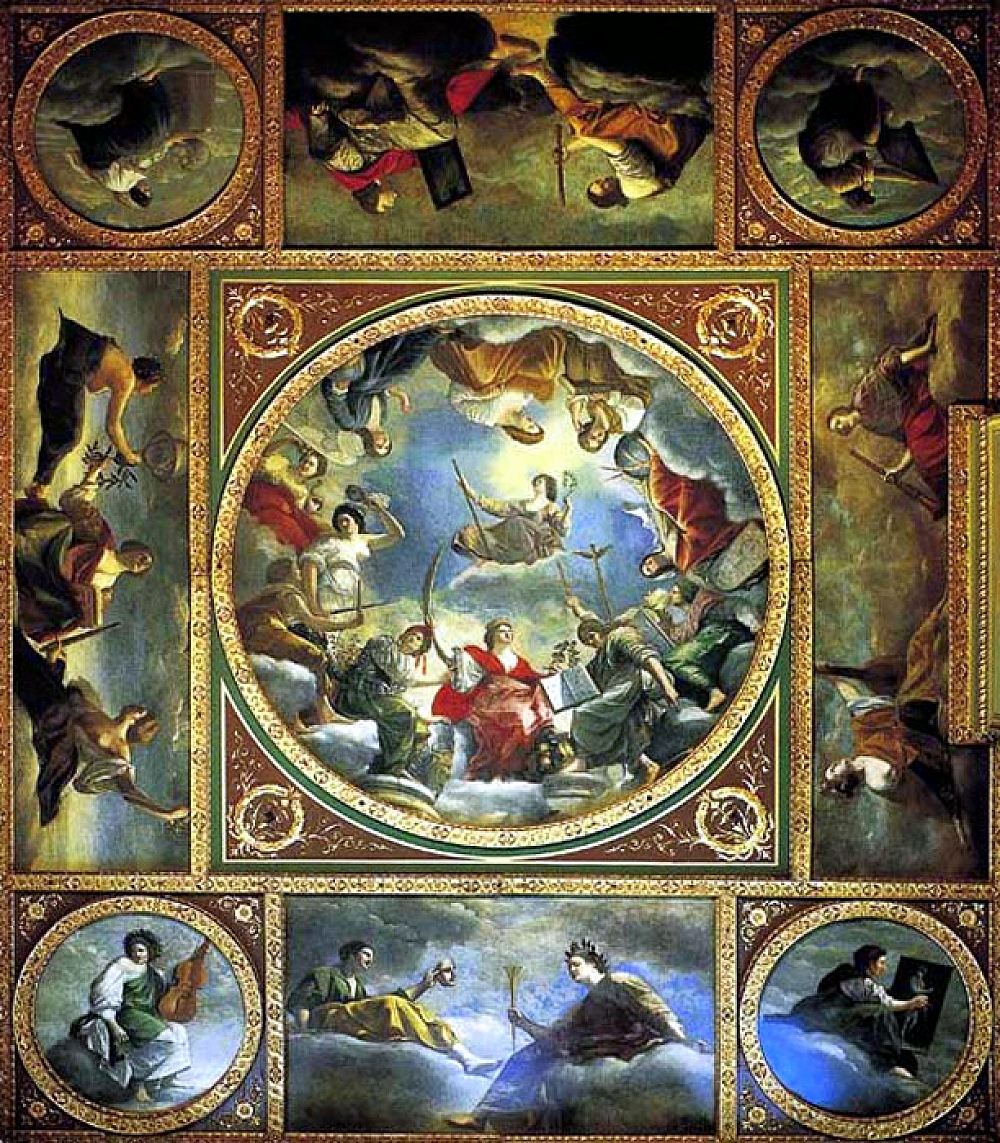
Allegoria della Pace (1638-1639), collezioni Reali di Marlborough House.

L'ultima opera che realizza per il re inglese è un'articolata tela per decorare il soffitto di una sala della Queen's House, grande quasi undici metri per nove, che vede al centro la Pace circondata dalle arti liberali, mentre intorno sono quattro rettangoli con le nove Muse e agli angoli le personificazioni delle quattro arti, Pittura, Scultura, Architettura e Musica. Il dipinto, realizzato tra il 1638 e il 1639 e oggi nelle collezioni reali inglesi, fu pagato ben 420 sterline al Gentileschi e, secondo parte della critica, sarebbe stato completato con l'aiuto della figlia Artemisia, che intanto aveva raggiunto il padre in quegli anni da Napoli dov'era.

#### La morte
Orazio Gentileschi muore il 7 febbraio 1639 a Londra, senza mai riuscire a rientrare in Italia. Prima di morire fece testamento verbale in cui lasciò la maggior parte della sua eredità al figlio Giulio, che secondo il pittore era quello meno capace di vivere autonomamente, poi un'altra fetta del lascito di poco inferiore alla prima fu data a Francesco e, infine, una minima parte a Marco, che invece era quello ritenuto "ingrato" e che aveva dato preoccupazioni e spese nella sua vita. Artemisia nel testamento non fu neanche menzionata; alla morte del padre la donna rimase qualche anno a Londra per eseguire alcune commesse e poi fare ritorno definitivo a Napoli, dove rimase fino alla sua morte.

## Stile

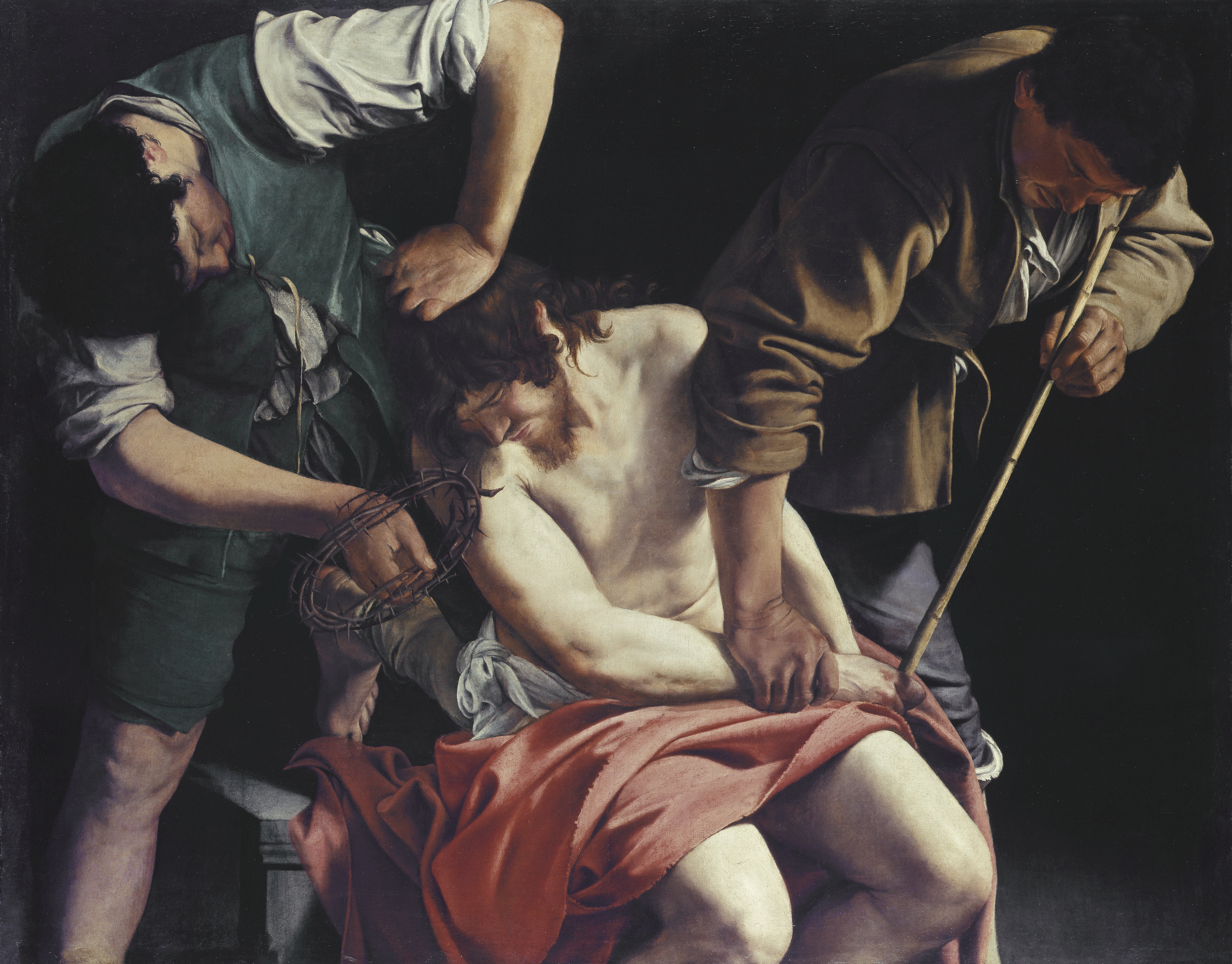
Incoronazione di spine (1613-1615), Herzog Anton Ulrich-Museum di Braunschweig.

Gentileschi non fu un pedissequo riproduttore delle novità caravaggesche; la sua pittura sviluppò infatti una versione autonoma della pittura del lombardo, fondendo nella sua opera le luminosità e le forme michelangiolesche del manierismo toscano con quelle del naturalismo romano-lombardo di Caravaggio. Tuttavia i biografi del tempo non citano mai Orazio Gentileschi come uno dei seguaci del Merisi, seppur fu di fatto uno dei primi assieme a Giovanni Baglione.

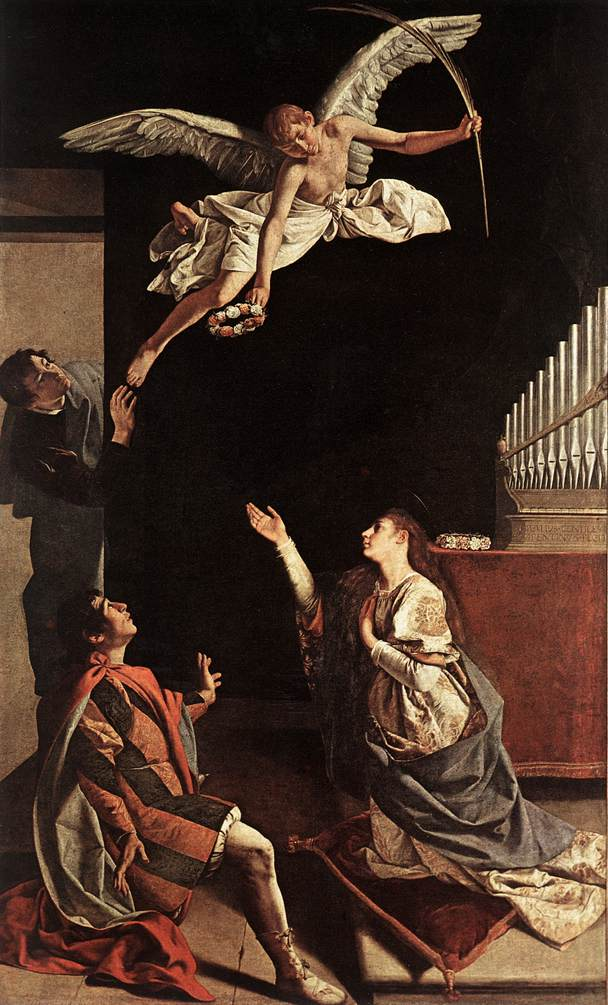
Santa Cecilia e i santi Valeriano e Tiburzio (1620 ca.), Pinacoteca di Brera, Milano.

Fino all'incontro con Caravaggio le opere risentivano ancora di un manierismo tardo cinquecentesco tipico toscano. Con la conoscenza della pittura del Merisi cambia completamente lo stile di Orazio. Le due versioni del 1600-1603 del San Francesco sorretto (una a Boston e l'altra a Madrid) testimoniano questo cambio di rotta, da un tardomanierismo di impianto toscano ad un naturalismo dove la pittura e i modelli sono questa volta ripresi dal vero, redatte attraverso una luce morbida sotto la spinta della luminosità caravaggesca. La tecnica pittorica differisce, ovviamente, da quella del maestro lombardo, mentre questi non faceva uso del disegno, Orazio invece, da buon toscano, usava tracciare la composizione da dipingere prima di colorare le figure in essa presenti.
Dalle testimonianze di persone vicine al pittore, depositate in occasione della querela intentata dal Baglione, escono fuori alcuni nomi di donne che avrebbero posato per il pittore durante alcuni dipinti, identificati dai critici con le varie Madonne col Bambino realizzate tra il 1604 e il 1609. Queste erano persone molto vicine ad Orazio, la lavandaia Margherita è identificabile con la tela del 1604 circa oggi alla Galleria nazionale di palazzo Corsini a Roma, mentre Costanza Ceuli e suo figlio di appena pochi mesi, sarebbero stati ritratti nelle due tele, di cui la prima oggi in collezione privata e la seconda al Museo nazionale di Bucarest. Vi erano poi anche altri personaggi della Roma umile e popolare del secolo che facevano da modelli per Orazio, il più delle volte ricompensati con pochi soldi o con vitto e alloggio, come tal Giovan Pietro Molli, il barbiere Bernardio Franchi, e altro. Il Molli figura viene raffigurato nelle due tele del San Girolamo (una oggi a Torino e l'altra a in collezione Koelliker a Milano, entrambe del 1611 circa), per poi ricomparire dieci anni dopo anche nel Sacrificio di Isacco della Galleria Spinola di Genova. Secondo altre testimonianze addirittura la figlia Artemisia avrebbe posato nuda per la realizzazione di alcune Cleopatre, o per alcune impersonificazioni della Giuditta. Non si sa se questa fu solo un'illazione utile a screditare l'immagine di Artemisia in occasione della discussione in tribunale sul suo stupro o meno, tuttavia che Orazio facesse posare donne reali nude per i suoi dipinti su Cleopatre o su Danae è vero, e tutto ciò destava molto scalpore nella Roma dei primi anni del Seicento.
Con le tre redazioni del San Francesco e la tela della Santa Cecilia e i santi Tiburzio e Valeriano compare un elemento che sarà distintivo nello stile artistico di Orazio, ossia l'angelo con le ali aperte, figura particolarmente preziosa per stile e tecnica, che diverrà modello anche per altri pittori successivi e contemporanei.

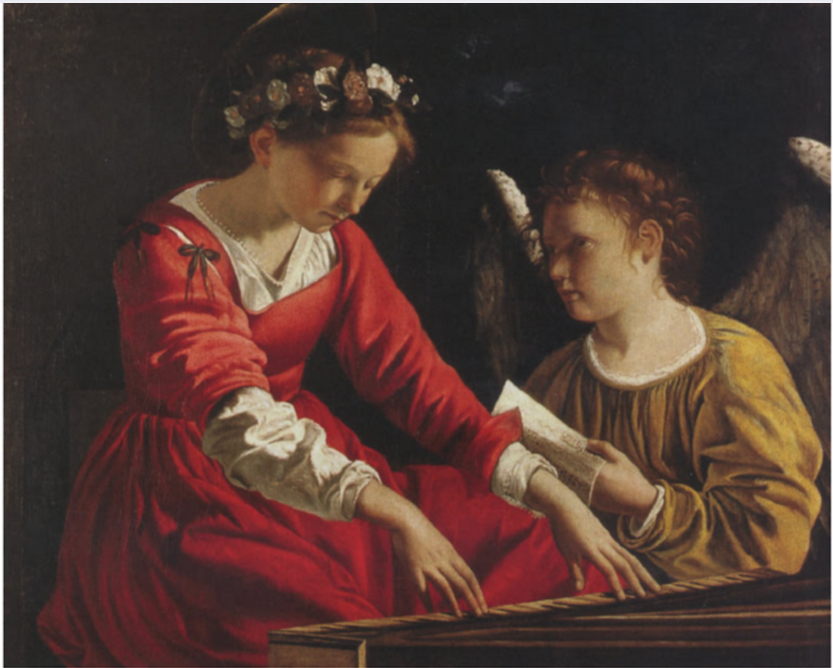
Santa Cecilia alla spinetta (1620 ca.), Galleria nazionale dell'Umbria, Perugia.

Sembra che il tirocinio di Orazio fosse stato molto lungo, tant'è che la sua pittura era concepita in maniera molto lenta e metodica. Per le opere più complesse utilizzava cartoni preparatori, come ad esempio per i cicli delle Muse per il casino Borghese.
Una prima svolta stilista il pittore la ebbe con le opere a cavallo tra le commesse Savelli e il periodo marchigiano, in particolare con la Suonatrice di liuto di Washington, grazie alla quale già nel 1674 il biografo Raffaele Soprani disse di Orazio che la sua nuova maniera era «gradita in Roma non solo: desiderata non poco in ogni città d'Italia». La donna viene ritratta nel dipinto dal reale e ciò ne è prova il fatto che la stessa compare in altre composizioni coeve, probabilmente facenti parte sempre della collezione Savelli in quanto alcune di queste riprendenti soggetti musicali, tema di gusto per il committente, come la Madonna col Bambino del Fogg Museum di Cambridge, la Santa Cecilia alla spinetta della Galleria nazionale dell'Umbria, come la Maddalena ai piedi del Cristo nella Crocifissione di Fabriano o come la Madonna nella tela col Bambino e santa Francesca Romana per la Galleria nazionale delle Marche, nella quale in quest'ultima si scova la poetica correggesca raggiunta dal Gentileschi. Con l'arrivo a Genova si giunge a una seconda maturità, quindi ad una coerenza pittorica frutto solo di lungo studio, che tuttavia sembra interminabile, perché capace di assorbire i vari stili che nel corso della sua attività il pittore incontra. In questi anni Orazio riesce a fondere il suo personale naturalismo intrecciato ai primordiali influssi tardomanieristici con lo stile aristocratico e raffinato della pittura fiamminga seicentesca.
L'ocra risulta tra i suoi colori più usati e che più contraddistinguono il suo stile, in particolare per esaltare il prestigio delle stoffe dipinte, altro particolare che diventa una peculiarità artistica di Orazio.

## Fortuna critica
Pittore particolarmente apprezzato al tempo a lui contemporaneo, andò nell'oblio nei secoli successivo anche perché superato dal successo della figlia, che attirò su di sé i riflettori della critica post-moderna sia per le sue oggettive qualità pittoriche, sia perché donna operante in un contesto ostile e che fu vittima della tragedia dello stupro.
Non giocò un ruolo favorevole a Orazio neanche il fatto che il suo carattere, descritto da chi gli era vicino (lo scrittore e biografo Giovanni Baglione e l'ambasciatore dei Medici a Roma Piero Guicciardini) come arrogante, permaloso, intrattabile e, spesso e volentieri, litigioso.
Tra i principali rivalutatori del pittore vi fu Roberto Longhi che, nella sua più ampia riscoperta della pittura caravaggista, lo definì il più meraviglioso sarto e tessitore che mai abbia lavorato tra i pittori. Già nella sua prima opera documentata, l'affresco della Presentazione al Tempio di Santa Maria Maggiore, il critico rivela nella scena una manualità stilisticamente superiore a quella di altri artisti impegnati nella medesima cappella, di cui apprezzò la «preparazione lenta delle forme», la «sottigliezza dell'impasto» e la «morbidezza serica delle pieghe».